# 富山県
富山県（とやまけん）は、日本の中部地方（北陸地方）に位置する県。県庁所在地は富山市 。
中部地方の日本海側、新潟県を含めた北陸地方のほぼ中央にある。

## 概要

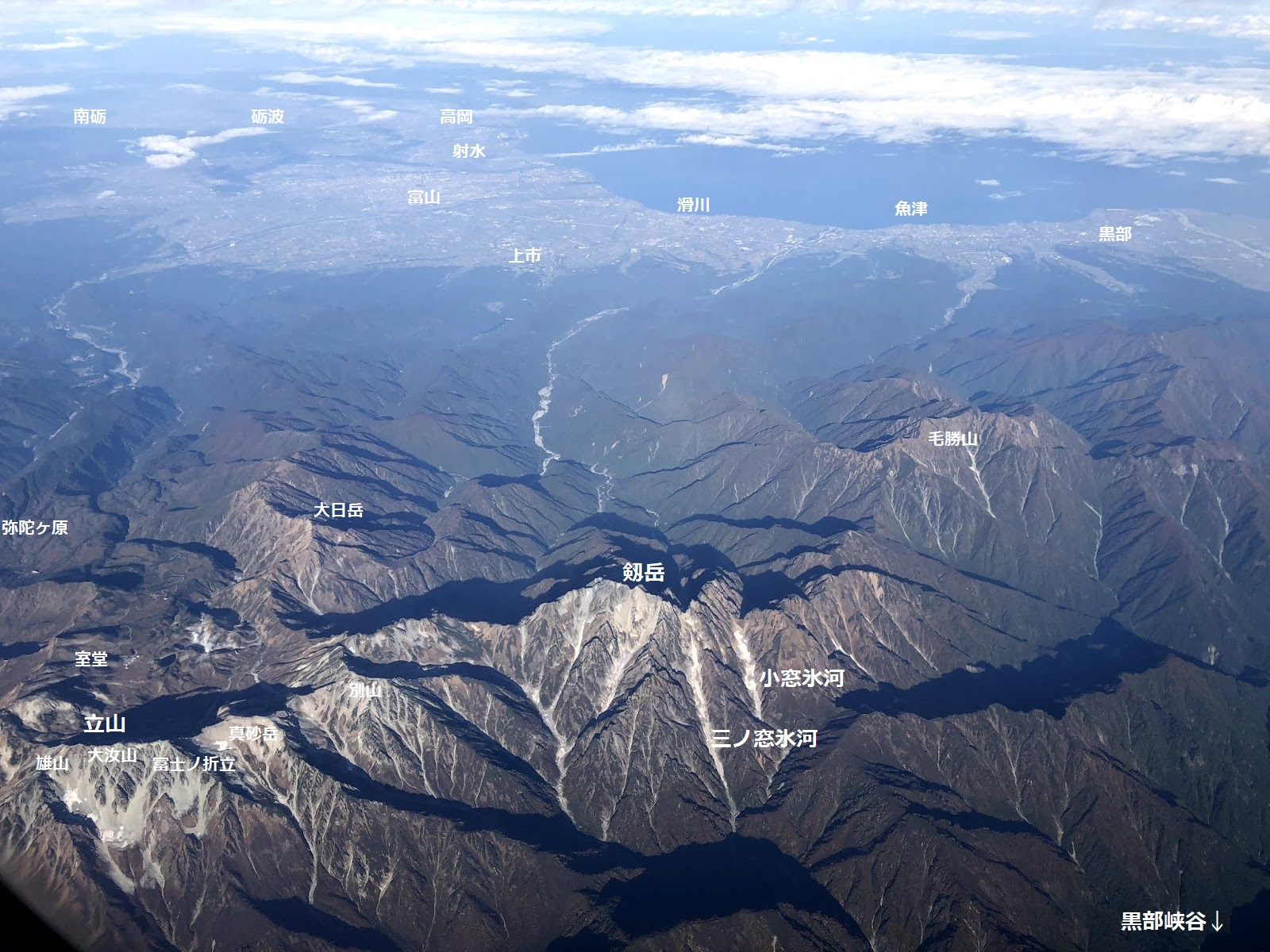
富山県の山岳部

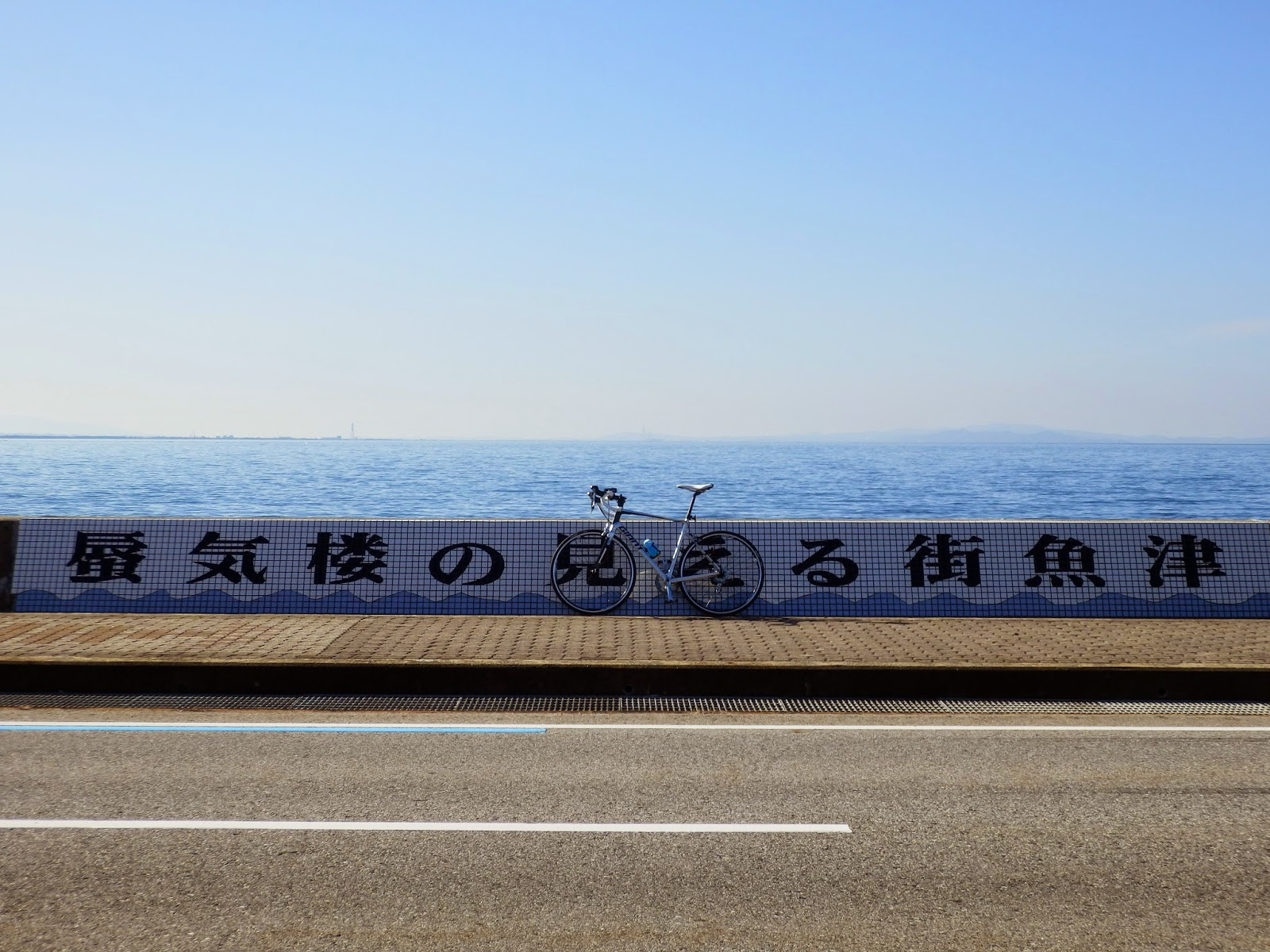
富山湾岸のドライブ・サイクリングコース（しんきろうロード）

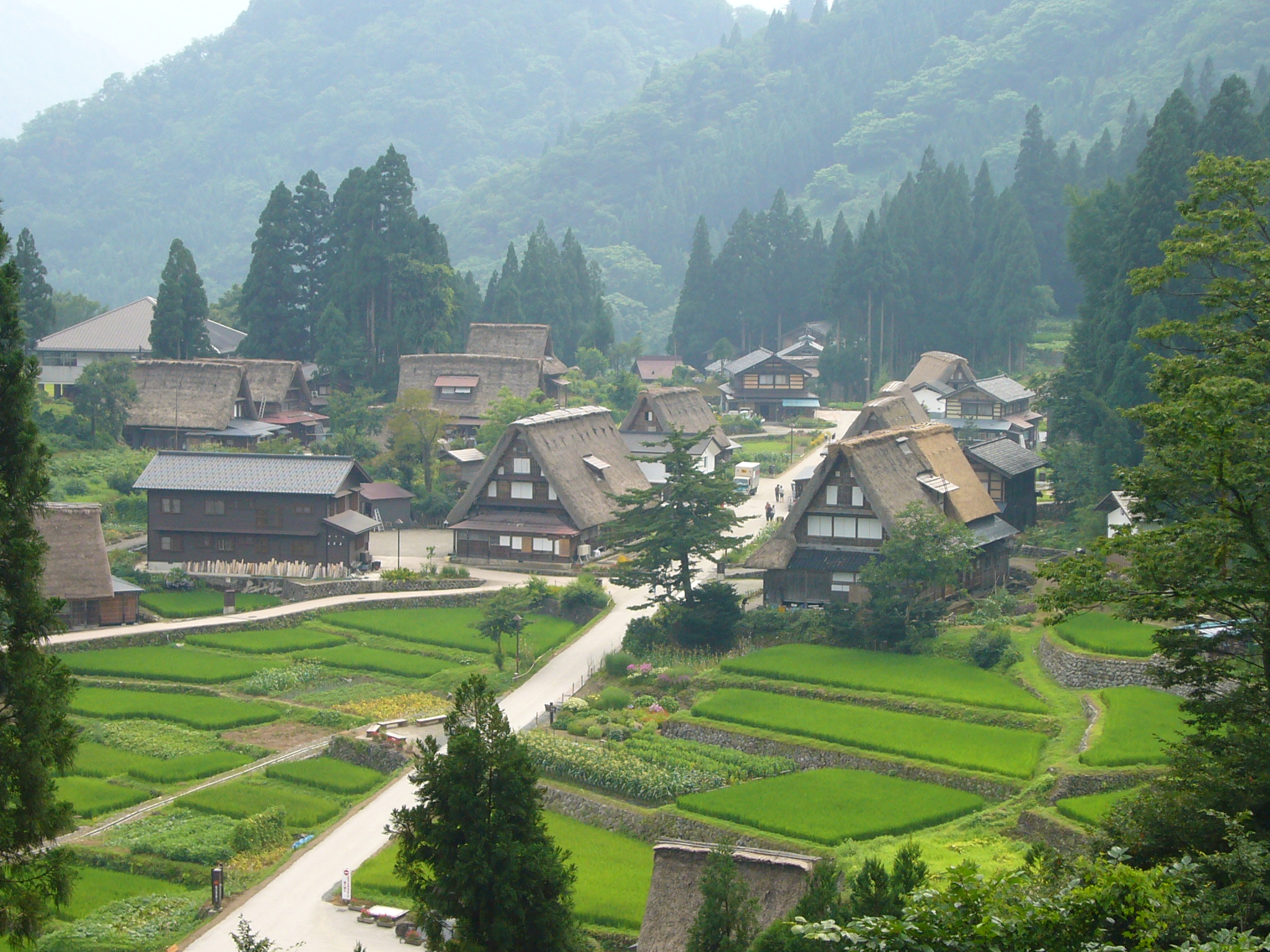
世界遺産 五箇山合掌造り集落

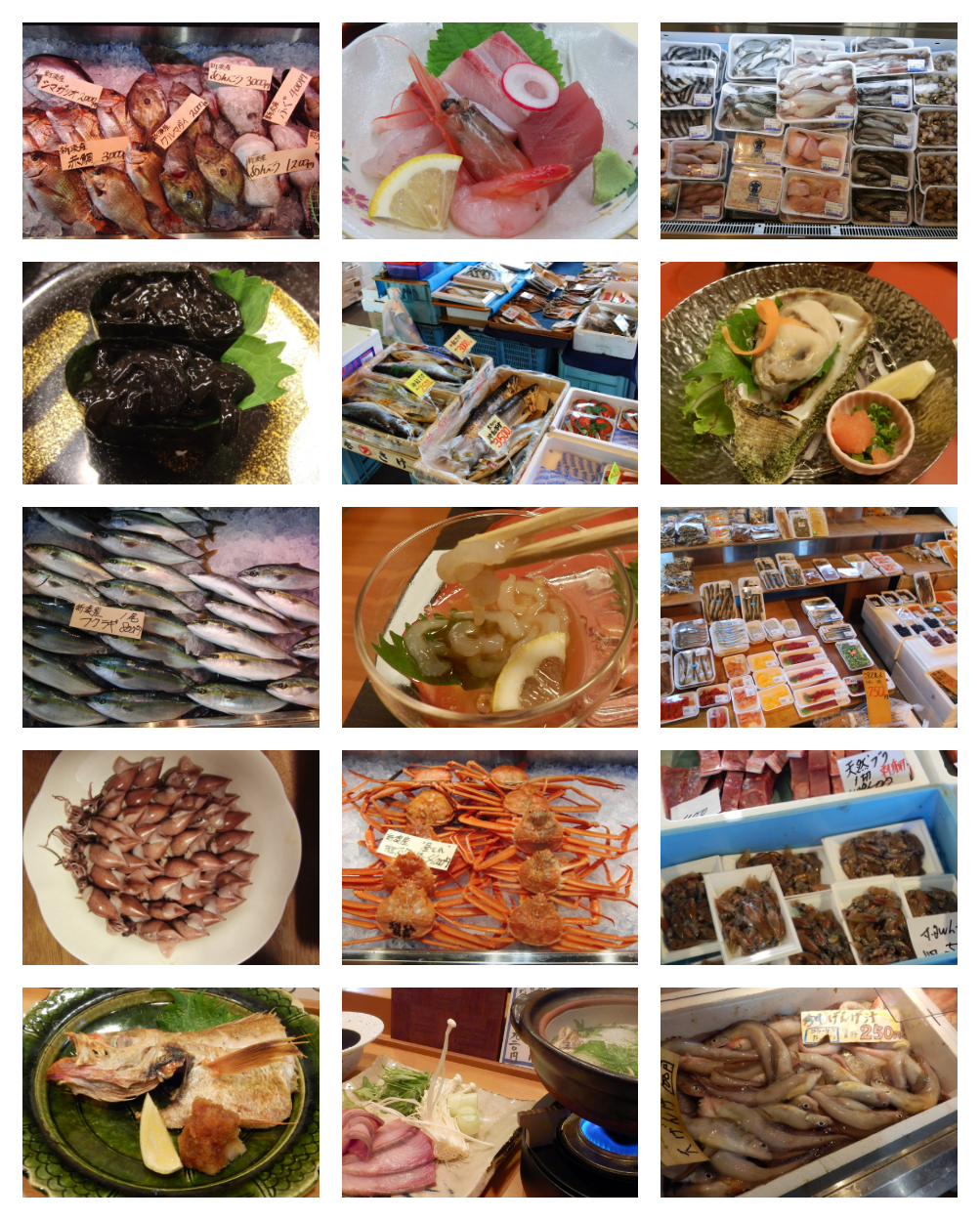
きときとな海の幸

富山県は、北方を日本海（大半は富山湾）、他三方を山脈で区切られている。令制国の越中国と領域を同じくする。
東の新潟県との県境は難所親不知として知られる。長野県との県境には飛騨山脈（北アルプス）が聳える。石川県との県境北部は宝達丘陵、南側は岐阜県などにまたがる両白山地である。南の岐阜県境には飛騨山脈や飛騨高地が控える。
山に囲まれているものの、西は倶利伽羅峠辺りで加賀国（現在の石川県南部）以西と結ぶ北陸道が通り、経済的・文化的結び付きは強い。戦国末期には越中の佐々成政と加賀の前田利家が争った。その後、羽柴秀吉（後の豊臣秀吉）によって越中は利家の子前田利長に与えられ、江戸時代の越中は加賀藩とその支藩である富山藩に統治されていた。廃藩置県では一時的に富山県（旧県）及び新川県が成立するも、人口が過小と見なされたことと歴史的経緯により、石川県に併合されてしまう。しかし、石川県議会では富山の水害復旧が放置された上に必要経費を石川側が独占する（県庁所在地の金沢の都市基盤整備などを優先する）形となり、治水はおろか生活や教育も苦しい状況となっていた。このような富山軽視の姿勢が目立ったことから分県運動が起こり、旧越中国全域が分離独立する形で現在の富山県が成立した。
岐阜県境の山間部には「白川郷・五箇山の合掌造り集落」として世界遺産（文化遺産）に登録されている五箇山、立山信仰などの山岳信仰で有名な立山連峰、山岳観光ルートの立山黒部アルペンルートなどがあり、日本で唯一氷河が現存する。隣接する岐阜県北部の飛騨地方は、山々に遮られる形で岐阜市や名古屋市との交通の便が悪く、比較的近距離である富山県南部との経済的・文化的な結び付きが強い。そのため、富山（越中）と飛騨をあわせて飛越地方と呼ばれる事がある。
北に面する富山湾は「世界で最も美しい湾クラブ」に加盟している。国際拠点港湾の伏木富山港は、北陸工業地域や環日本海貿易の拠点として発達した伏木港、富山港、富山新港の総称である。また、魚津、滑川、氷見などでは豊富な海産物が水揚げされる。うち、魚津から滑川にかけてはホタルイカの群遊海面、蜃気楼の見える海岸で有名である。
石川県からの独立を果たした明治から産業の発展が続き、北陸工業地帯を形成。YKKや三協立山など大手金属製品メーカーの発祥の地として知られる。北陸3県を中心に展開する北陸銀行や北陸電力などの本拠地でもある。
既に世界遺産（文化遺産）に登録されている「白川郷・五箇山の合掌造り集落」のほか、「近世高岡の文化遺産群」と「立山・黒部～防災大国日本のモデル－信仰・砂防・発電－～」の世界遺産（文化遺産）登録を目指す動きがある。「立山・黒部」については自然遺産、あるいは複合遺産としての登録を目指す可能性もある。
方言としては富山弁がある。地域によって、呉羽山周辺を境とする呉東方言と呉西方言、魚津弁などに分かれる。富山弁は北陸方言に属し、特に石川県の能登弁と類似性がある。「新鮮、生き生きとした、気力のある」を意味する「きときと」をはじめ、『広辞苑』に収められている言葉もある。
前述の「きときと」と表現される魚介類に加え、名水百選、平成の名水百選にそれぞれ県内から4か所が選ばれるなど、名水の産地として知名度が高い。
アクセントにおいて、「富山」の地名は、全国的には「とやま」と発音されるが、富山県全域、新潟県の上越市以西および岐阜県飛騨地方北部では「とやま」と平板に発音する。また、石川県加賀地方では「とやま」と発音する（太字はアクセントを置く部分）。
「富山」の地名のルーツについては富山市の地名の由来を参照のこと。

## 地理・地域

### 広袤
国土地理院の全国都道府県市区町村別面積調によると、富山県の面積は4247.54平方キロメートルである。
国土地理院地理情報によると、富山県の東西南北それぞれの端は以下の位置である。加えて、および県境未確定地域に仮の境界線を入れて求めた重心も併記する。また統計局の平成27年国勢調査によると、人口重心は富山市呉羽本町付近にある。
| 重心 北緯36度38分21秒 東経137度15分54秒 / 北緯36.63917度 東経137.26500度  | 北端 北緯36度58分49秒 東経137度38分06秒 / 北緯36.98028度 東経137.63500度 ↑           | 人口重心 北緯36度43分05.37秒 東経137度09分46.52秒 / 北緯36.7181583度 東経137.1629222度 |
| 西端 北緯36度25分25秒 東経136度46分06秒 / 北緯36.42361度 東経136.76833度← | 富山県庁舎所在地 北緯36度41分43秒 東経137度12分41秒 / 北緯36.69528度 東経137.21139度 | 東端 →北緯36度46分06秒 東経137度45分48秒 / 北緯36.76833度 東経137.76333度              |
|                                                                           | ↓ 南端 北緯36度16分28秒 東経136度58分31秒 / 北緯36.27444度 東経136.97528度           |                                                                                        |

### 地理
- 日本、中部地方（行政上の区分）、北陸地方

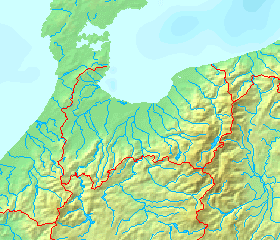
地形図

- 隣接都道府県：石川県 - 岐阜県 - 新潟県 - 長野県

長野県（旧信濃国）との間には険しい山脈（北アルプス、特に東寄りの後立山連峰）が聳える。踏破が容易でないが、江戸時代には加賀藩が奥山廻りを派遣して、地理の調査や信濃側からの材木盗伐取り締まりを行った。現代では登山者が多く、また1971年には富山県と長野県を直接結ぶ立山黒部アルペンルートが開通した。豪雪地帯であるため冬季は閉鎖されるうえ、マイカー規制などがあり、主にバスによる観光ルートとして使われる。登山やアルペンルート以外では、新潟県西部（糸魚川市や上越市など）を経由すれば、自動車や鉄道で長野県と行き来できる。
県の中部には、概ね複数の河川が形作った沖積平野の富山平野が広がる。山麓部には複数の川の扇状地が重なり合ってできた「複合扇状地」が見られる。
氷見市など県北西部は、能登半島の付け根の東側に当たる。

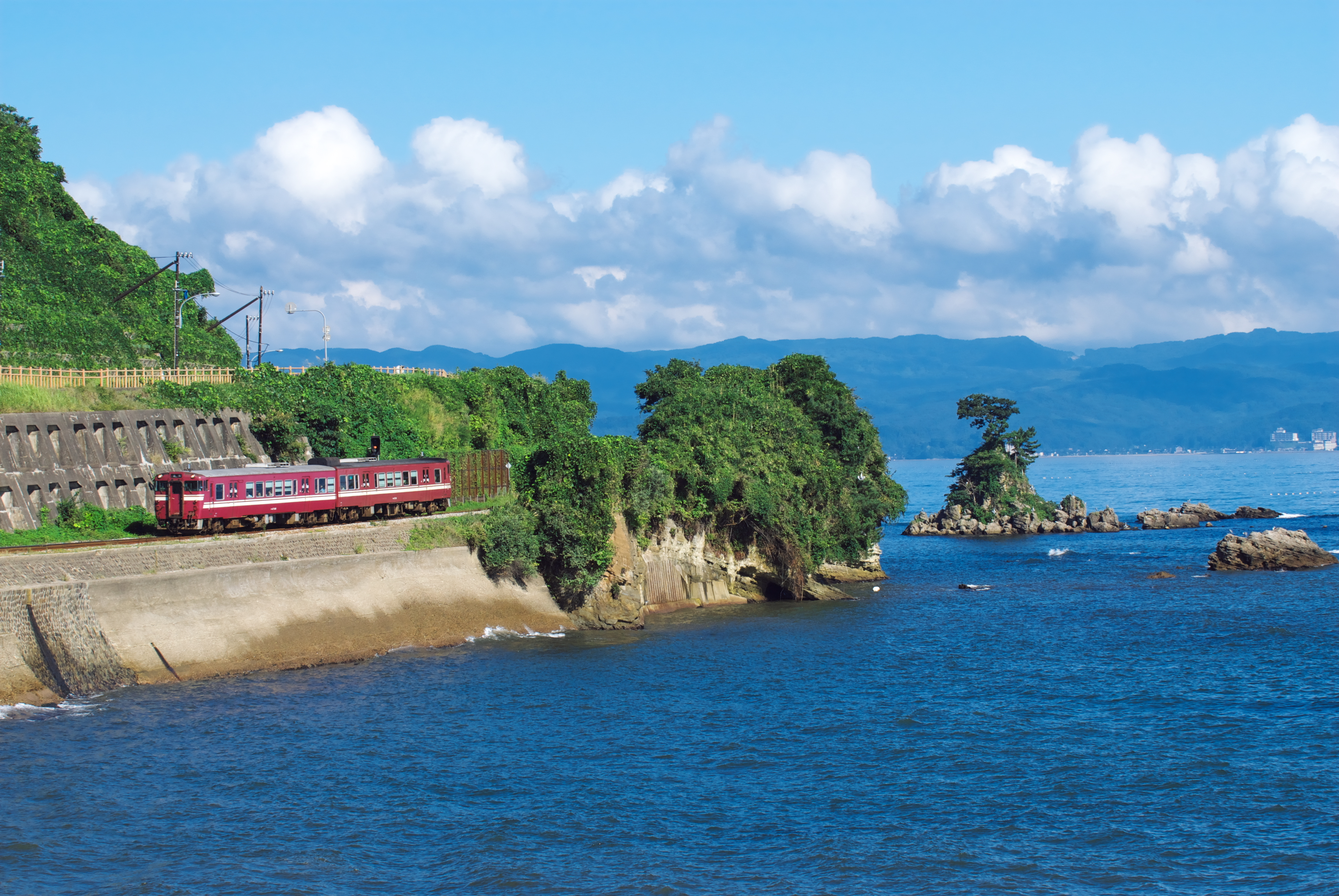
雨晴海岸（能登半島国定公園）

- 平野：黒部川扇状地、新川平野、富山平野、射水平野、砺波平野
- 河川：黒部川、片貝川、早月川、常願寺川、神通川、庄川、小矢部川（富山県の七大河川）
- 海：富山湾（日本海）
- 山地：飛騨山脈（北アルプス）、両白山地、飛騨高地
- 山：立山、剱岳、薬師岳、水晶岳、黒部五郎岳、鷲羽岳、五竜岳、白馬岳 (日本百名山)、白木峰、金剛堂山、人形山、笈ヶ岳
- 丘陵：呉羽丘陵、宝達丘陵、二上丘陵
- 島：虻ガ島、唐島、男岩、女岩、仏島、辺ノ島、中ノ島、沖ノ島

### 自然公園

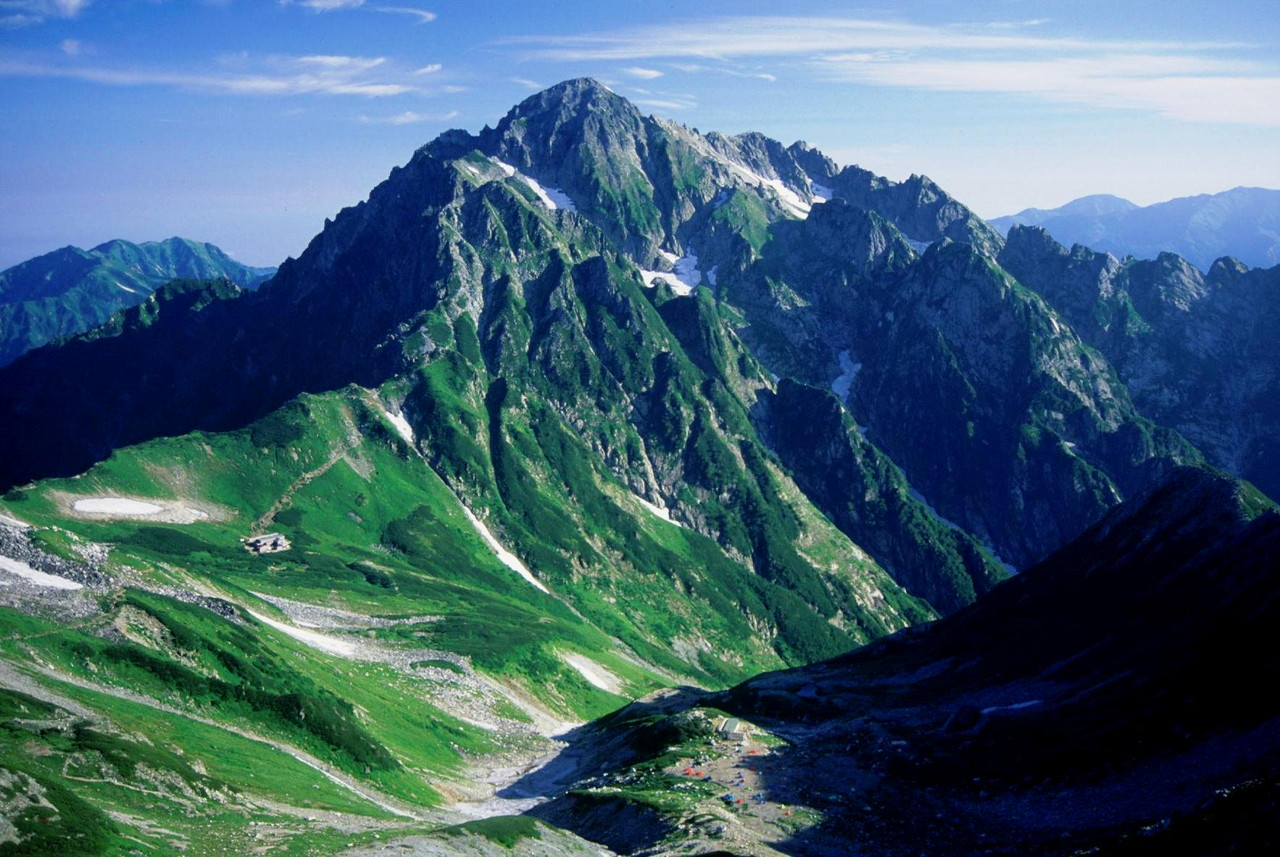
剱岳（中部山岳国立公園）

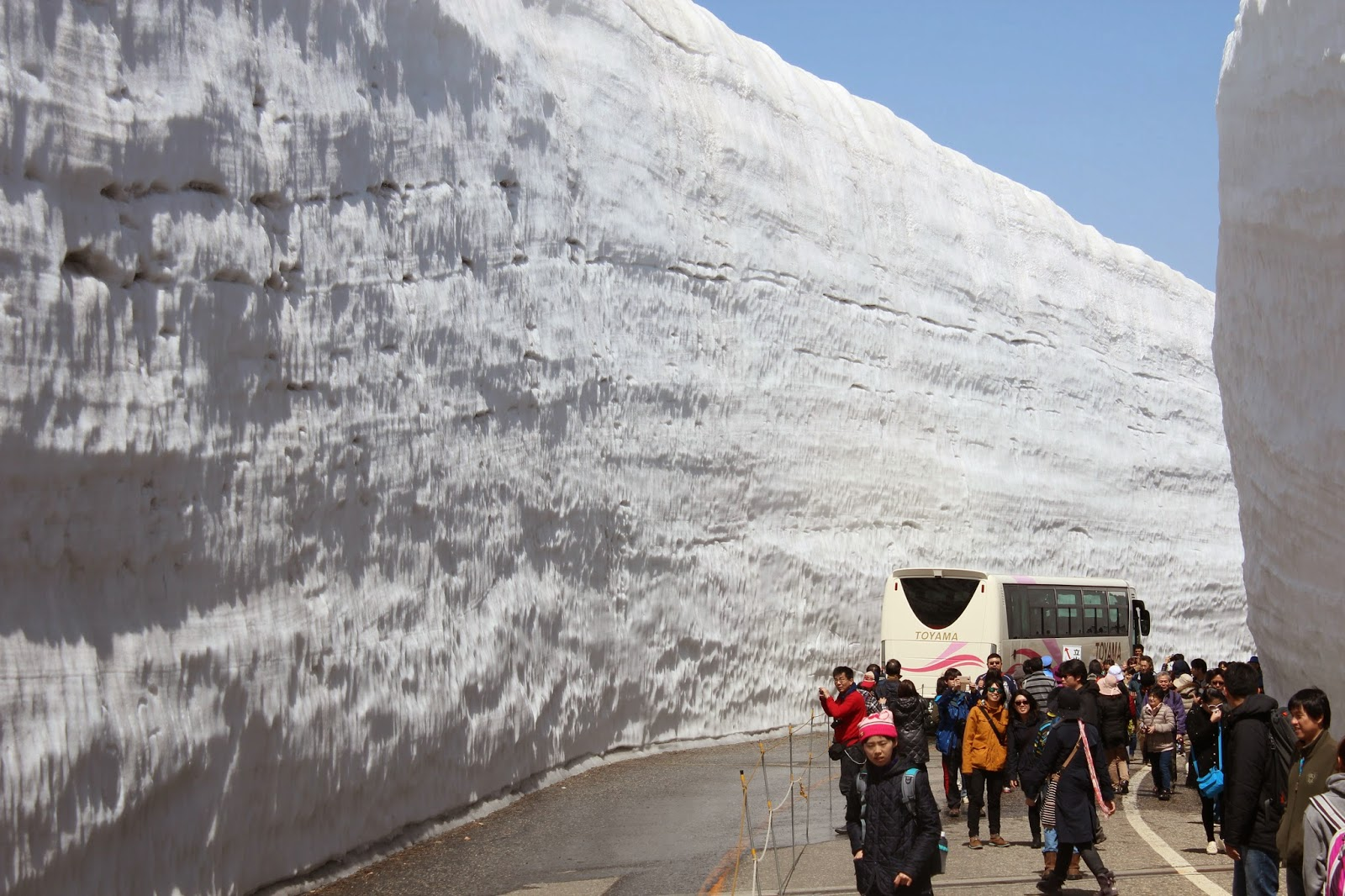
立山黒部アルペンルート 立山高原道路 雪の大谷

ジオパーク
- 立山黒部ジオパーク

国立公園
- 中部山岳国立公園
- 白山国立公園

国定公園
- 能登半島国定公園

県立自然公園
- 朝日県立自然公園
- 有峰県立自然公園
- 五箇山県立自然公園
- 白木水無県立自然公園
- 医王山県立自然公園
- 僧ヶ岳県立自然公園

県定公園
- 県定公園#県定公園一覧を参照

### 気候
富山県は日本海側気候であり、県内全域が豪雪地帯（一部地域は特別豪雪地帯）に指定されている。夏はフェーン現象の影響で気温が上がり、高温多湿。標高の高い南部の山岳地帯は亜寒帯湿潤気候に属し寒さが厳しい。特に立山連峰は世界有数の豪雪地帯であり、立山および剱岳周辺には、氷河が確認されている。
しかし近年では、暖冬傾向にあり、降雪日数は減少してきている。
| 平年値 （月単位） | 平年値 （月単位） | 沿岸部         | 沿岸部         | 沿岸部        | 沿岸部        | 沿岸部         | 沿岸部        | 内陸部        | 内陸部        | 内陸部        | 内陸部          |
| 平年値 （月単位） | 平年値 （月単位） | 氷見           | 高岡市 伏木    | 富山          | 魚津          | 朝日町 泊      | 富山市 秋ケ島 | 上市          | 富山市 八尾   | 砺波          | 南砺市 南砺高宮 |
| ----------------- | ----------------- | -------------- | -------------- | ------------- | ------------- | -------------- | ------------- | ------------- | ------------- | ------------- | --------------- |
| 平均 気温 (°C)    | 最暖月            | 25.4 （8月）   | 26.3 （8月）   | 26.1 （8月）  | 25.5 （8月）  | 26.1 （8月）   |               | 23.9 （8月）  | 25.6 （8月）  | 25.4 （8月）  | 25.0 （8月）    |
| 平均 気温 (°C)    | 最寒月            | 2.1 （2月）    | 2.6 （2月）    | 2.5 （1,2月） | 2.4 （2月）   | 3.0 （2月）    |               | 0.2 （2月）   | 1.8 （2月）   | 1.8 （2月）   | 1.6 （2月）     |
| 降水量 (mm)       | 最多月            | 245.3 （12月） | 249.4 （12月） | 255.4 （1月） | 265.8 （7月） | 295.5 （11月） |               | 330.9 （7月） | 304.7 （1月） | 265.8 （1月） | 302.3 （1月）   |
| 降水量 (mm)       | 最少月            | 111.1 （4月）  | 115.7 （4月）  | 122.5 （4月） | 145.5 （4月） | 141.2 （4月）  |               | 181.7 （4月） | 127.4 （4月） | 115.6 （4月） | 126.6 （5月）   |

### 地域区分
伝統的に富山平野の中央部にある呉羽丘陵を境に東を呉東（ごとう）、西を呉西（ごせい）と呼んでいた。現在では市町村界によって区切った県東部・県西部という名称も使われている。おおむね呉東・呉西に一致するが、富山市の呉羽地区及び婦負（ねい）地区（旧婦負郡）の一部は呉西でありながら県東部に属する。また、富山市婦負地区は、かつて気象庁の地方区分では県西部（西部婦負）に属していたが、行政区分との統一を図るため2006年3月1日より同市他地区と同じ県東部（東部南）へ管轄変更となった。
県東部から新川地区と富山地区、県西部を高岡・砺波地区とする3区分と南北に更に高岡・射水地域と砺波・小矢部地域として4エリアにする表記がある。
本県には10市（2郡）4町1村の計15の自治体がある。自治体数15は47都道府県の中で最も少なく、最も多い北海道（179）のおよそ12分の1である。「町」の読みはすべて「まち」だが、地元の人々の中で「ちょう」と読む人が多くいる。「村」の読み（舟橋村一村のみ）は「むら」。また、富山県内の自治体におけるウェブサイトのURLは、富山県のサイトも含めすべてwww.（市町村区別）.（自治体名）.toyama.jpとなっており、lg.jpを採用する自治体がない唯一の都道府県となっている（富山県公式ウェブサイト 県内の市町村情報も参照）。

### 自治体

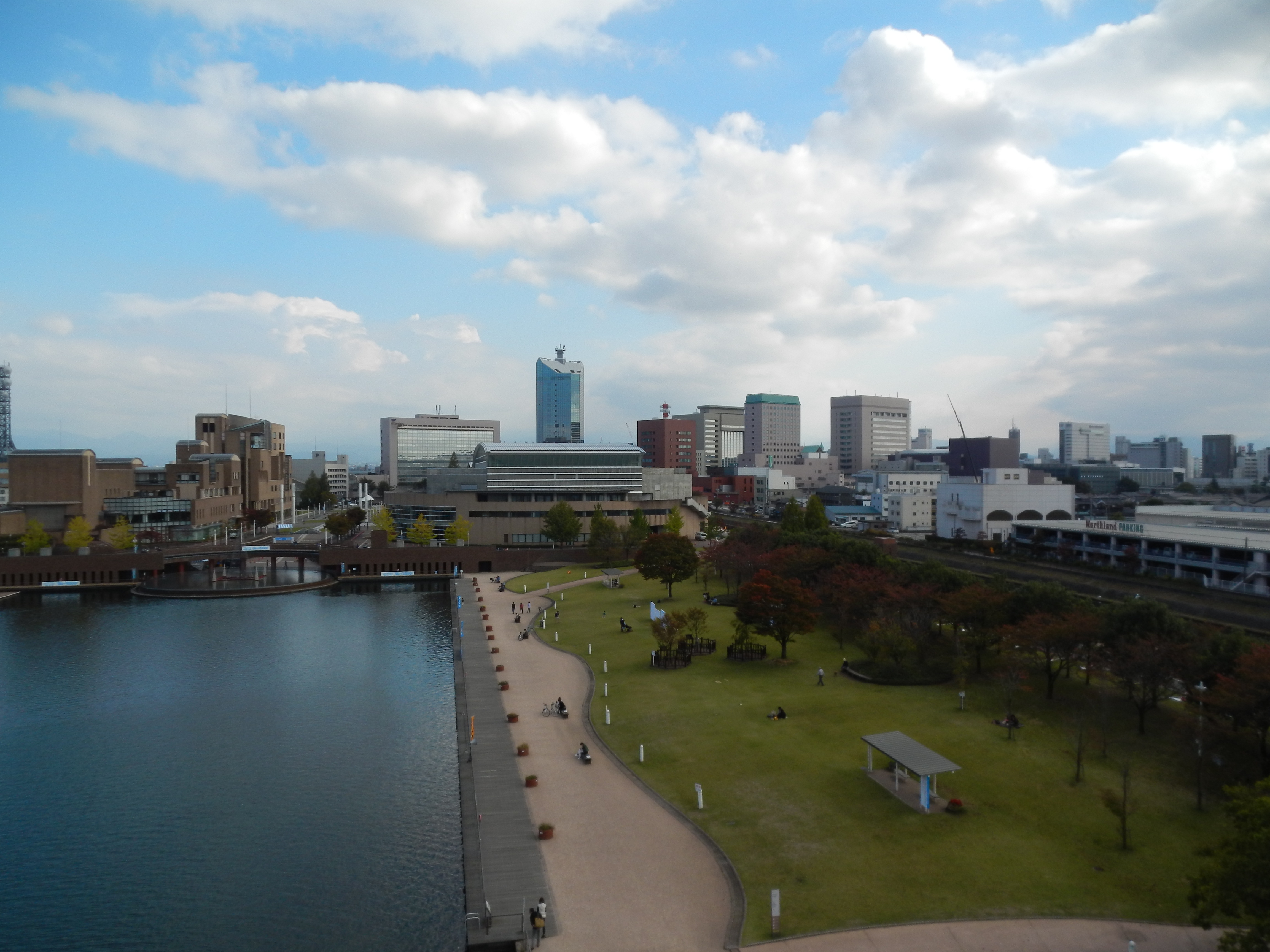
富山市

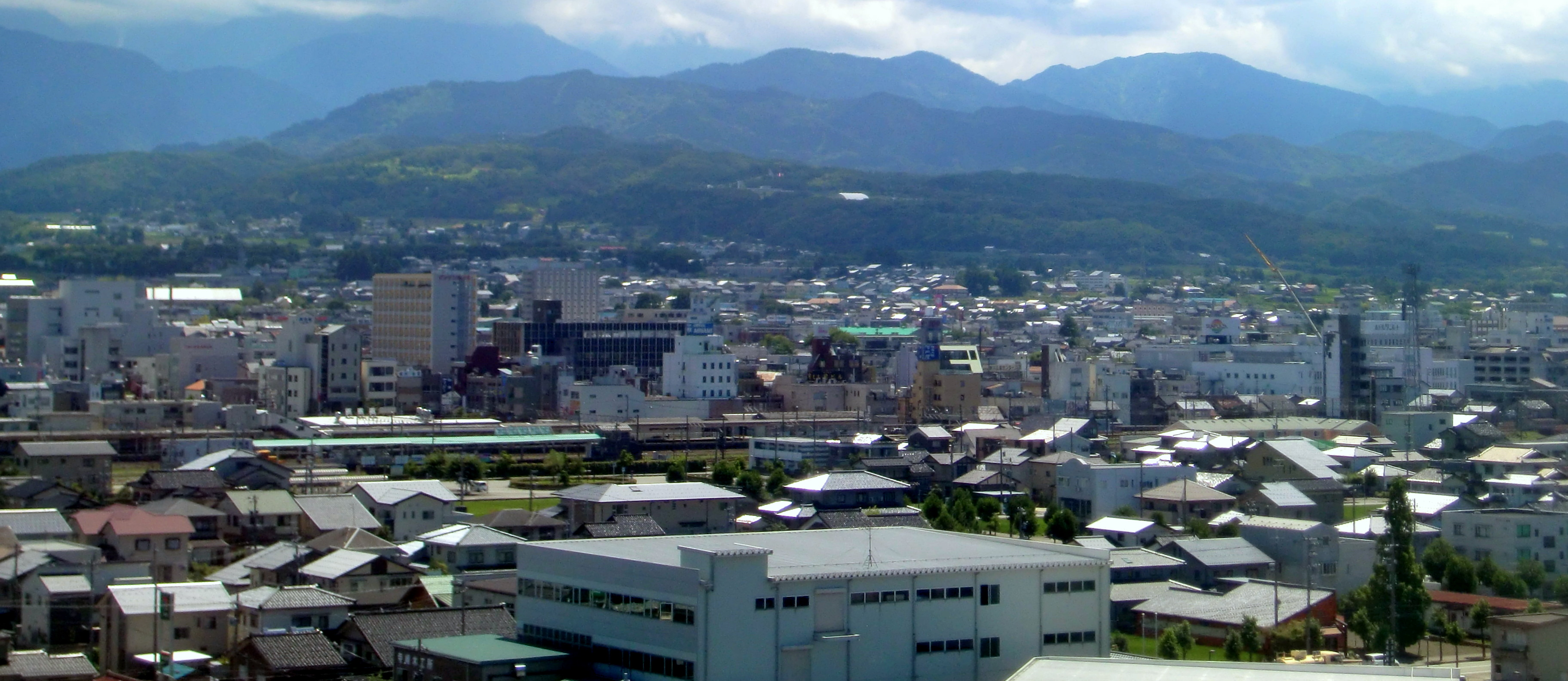
魚津市

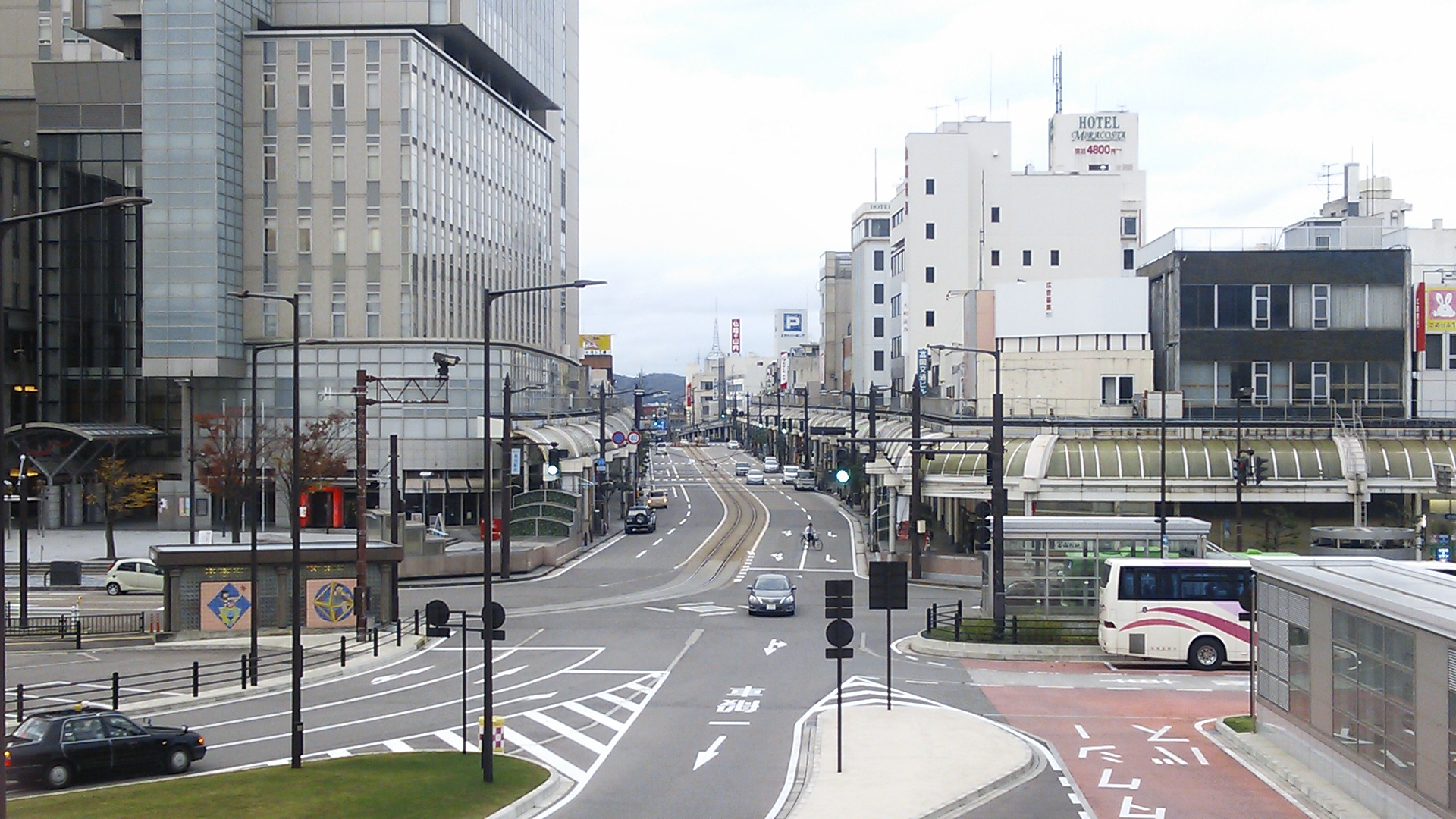
高岡市

#### 富山県東部（呉東）
富山地区
- 富山市
- 滑川市
- 中新川郡
  - 上市町
  - 立山町
  - 舟橋村

新川地区
- 魚津市
- 黒部市
- 下新川郡
  - 朝日町
  - 入善町

#### 富山県西部（呉西）
高岡地区
- 高岡市
- 射水市
- 氷見市

砺波地区
- 砺波市
- 小矢部市
- 南砺市

## 歴史

### 旧石器時代
- 富山県では旧石器時代の遺跡は140以上も確認されている。それらの大半は3万年前までの後期旧石器時代のものである。そして、約2万2000年前ごろまでの前半期には東日本に分布する立つ野ヶ原型ナイフ形石器と呼ばれる石器群が、後半期には国府型ナイフ形石器と呼ばれる瀬戸内系石器群が出土している。本県では、東西の石器文化の影響を受けたことが分かる。また、これらの石器の材料は本県の西部の頁岩系石材とともに、瀬戸内系安山岩であり、当時の人々の広範囲な活動や交流が認められる。

### 縄文時代
- 縄文時代 - 氷見市の大境洞窟で新石器時代の遺物が発見される。

### 古墳時代
- 崇神天皇10年7月 - 四道将軍大彦命が高志道を綏撫したといわれる[10]。
- 垂仁天皇23年 - 山辺之大鶙が垂仁天皇の命ずるところにより、鵠を追うて高志国に至ったといわれる[11][12][13]。
- 景行天皇25年7月3日 - 武内宿禰が北陸巡察を行う[14]。
- 成務天皇年間 - 伊彌頭国造として大河音足尼を任ずる[15]。
- 仲哀天皇元年閏11月4日 - 越国より仲哀天皇へ白鳥を貢ずる[16]。この時、蒲見別王がこれを越国人より奪ったので、仲哀天皇は兵を遣わし、これを誅殺した[16]。
- 573年（敏達天皇2年）5月3日 - 高麗の使人が越海に漂着し、船破れて溺死者が多かったといわれる[17]。
- 574年（敏達天皇3年）5月5日 - 再び高麗の使人が越海に泊り、7月20日上京したといわれる[18]。
- 588年（崇峻天皇2年）7月1日 - 阿部臣が越国国境を視察する[19]。

### 飛鳥時代
- 642年（皇極天皇元年）9月21日 - 越国の蝦夷が帰順したといわれる[20]。
- 白雉年間 - このころ、鵜坂神社創建という[21]。
- 658年（斉明天皇4年）4月 - 越国守阿倍比羅夫が粛慎の征討を開始し[22]、660年（斉明天皇6年）2月には二百艘の船を率いて陸奥・渡島まで遠征したという[23]。
- 698年（文武天皇2年） - 伝承によればこの年、各願寺（旧婦負郡婦中町）が創建されたという[24]。『肯構泉達録』曰く、「婦負郡長澤山各願寺の草創は文武帝御宇なり越中は天武帝第九皇子経宮の御領地にて経宮又越の宮とも称せり皇子浮屠に帰依まし〳〵て祝髪し給ひ女犯肉食を断ち自仏の像を刻み朝昏供養し給ふ御年三十にして越へ下らせ三川島といふ所に宮を造り暫く爰に在し文武帝即位の年長澤山に伽藍を建立し給ふ是れ各願寺開山自信院一品親王仏性聖人なり」[25]。
- 大宝年間 - このころまでに越国を分かって越前、越中、越後とする[26]。越国の分立国は『日本書紀』持統天皇6年9月癸丑条に「越前国司献二白蛾一」とあるのを初見としていることから、692年（持統天皇6年）以前に越中国も成立した可能性が高いとされている[24]。また、婦負郡、新川郡、射水郡、礪波郡もこのころまでには成立していたといわれ、703年（大宝2年）以前には頸城郡、古志郡、蒲原郡、魚沼郡も越中の版図に含まれていた[24]。
- 701年（大宝元年） - このころ、越中国の国司である佐伯有頼またはその父・佐伯有若によって立山が開山し、雄山神社が開かれたと伝えられる[24]。開山縁起についての最古の文書である『類聚既験抄』には「文武天皇御宇大宝元年始所建立也。相伝云、於立山狩人有之。熊射矢ヲ射立追入出処。其熊乍立矢死了。見之皆金色阿弥陀如来也。仍此山云立山権現也。顕現地獄云々」とあるのみで、誰が開山したかということは記されていない[27]。『伊呂波字類抄』では単に狩人ではなくて熊を射った人物を越中守佐伯有若とし、阿弥陀如来を射てしまったことを契機に出家し、諸寺を建立したということになっているが[28]、佐伯有頼を開山の祖とする文献も多く、『和漢三才図会』では佐伯有頼が白鷹を追って奥山に入った際、襲いかかってきた熊を弓で射たところ逃げていったので、これを追っていったところ血を流している阿弥陀如来に出逢い、如来より有頼へ立山を開くようにお告げのあったのが立山開山の謂れであるとしており[29][30]、『立山大縁起』はこの佐伯有頼の出来事を大宝2年のこととしている[31]。また『神道集』は立山開山は大宝3年に教導聖人によって行われたとしている[32]。かくの如く立山開山譚は一様ではないが、佐伯有頼を開山の祖とする縁起が多い[24][33]。
- 703年（大宝2年）
  - 3月甲申 - 越中国に属していた四郡（頸城郡、古志郡、蒲原郡、魚沼郡）を越後国に所属させる[34]。
  - この年、婦負郡常楽寺に文武天皇の勅願によって常楽寺が創建されたという[24]。本尊は行基の作と伝え、『越中旧事記』に「縁起云、文武天皇御勅願、大宝壬寅二年御建立也。本尊十一面観音行基師の作、御堂十一間四面観音を安置す」という[35]。
- 706年（慶雲3年）2月26日 - 越中国の神社が祈年幣帛の例に入る[36]。

### 奈良時代
- 709年（和銅2年）3月5日 - 越中など諸国より兵を徴発して越後の蝦夷征討を行う[37]。
- 718年（養老2年） - 伝承によればこの年、天竺より僧善無畏三蔵が来朝し、礪波郡安居寺を創建したという[24]。『越中旧事記』に「縁起に云、この寺は善無畏三蔵、此所に紫雲立をみて、この寺を発起すとなり。善無畏三蔵は、北天竺の甘露飯王の後胤なり」という[35]。
- 719年（養老3年）
  - 7月9日 - 北陸道などの民二百戸を遷し出羽柵に配する[38]。
  - 7月13日 - 初めて按察使を置き、越前国守正五位下多治比広成に能登、越中、越後を管轄させる[39]。
- 725年（神亀2年） - 寺伝によると、北陸巡錫中の僧侶行基によって国内最大の石仏である不動明王像が彫られ真言密宗大岩山日石寺が開かれたという[24][40]。『越中旧事記』曰く、「伝云、昔行基法師諸国に遊行して、仏像を造り給ふ、然るに越中白石と云處にて、東方を臨み見るに、東山の麓に火上石見ゆ、行基直に行て此不動尊を彫刻すといへり」[35]。
- 732年（天平4年）9月5日 - 越中守として田口年足を任ずる（文献上初の越中国国司）[41]。
- 741年（天平13年）
  - 2月14日 - 聖武天皇、国分寺建立の詔を渙発し、「毎レ国造二僧寺一」よう命ずる[42]。越中においては現在の高岡市伏木一宮にその遺構があり、県指定史蹟となっている[24]。
  - 12月10日 - 能登国（羽咋郡、珠洲郡、能登郡、鳳至郡）を越中国に併合する[43][44]。
- 744年（天平16年）9月15日 - 初めて巡察使を畿内七道に派し、従五位下石川東人を北陸道使となす[45]。
- 746年（天平18年）
  - 4月5日 - 初めて鎮撫使を置き、北陸山陰両道に巨勢奈氐麻呂を任ずる[46]。
  - 6月21日 - 越中国の国司として歌人でもある大伴家持が任ぜられる[47]。後に大伴家持が中心となり編纂した『万葉集』には富山県の風景や伝説を詠んだ歌が全4536首のうち337首収められている[48]。
  - 8月7日 - 家持邸にて歌会を開き、史生土師宿祢道良が「ぬばたまの夜はふけぬらし玉くしげ二上山に月傾きぬ」（巻十七）と作歌する[49]。
  - 8月15日 - 家持、宇佐八幡宮の神霊を勧請し奈呉八幡宮と称して、この日放生会を行う[24]。これが放生津八幡宮の創始であると言われる[24]。『越中国神社由来』曰く、「同郡放生津八幡宮、往古大社ニ而北条時政再興之由申伝候得共、寄進状等無二御座一候、古来ゟ奈古浦与申祭礼、八月十五日幸放生会ニ付、嘉暦三年ゟ放生津与改申由」云々[50]。
  - 9月25日 - 家持が、弟の卒去したのを聞き、これを悲しんで「かからむとかねて知りせば越の海の荒磯の波も見せましものを」（巻十七）と作歌する[49]。
- 747年（天平19年）2月20日 - 家持が病臥して、国守の館にて「山川のそきへを遠みはしきよし妹を相見ずかくや嘆かむ」（巻十七〉と作歌する[49]。
- 748年（天平20年）
  - 1月29日 - 家持、「あゆの風いたく吹くらし奈呉の海人の釣する小舟漕ぎ隠る見ゆ」と作歌する[49]。この「あゆの風」というのは鹿持雅澄が『万葉集古義』に「安由能加是は、下の自註に、越ノ俗語、東風ヲ謂ニ之安由之可是一也とあり、今も安以乃可是と云由、契沖云り」というように[51]、元来は越中において東風を意味する語であって、あいの風とやま鉄道株式会社の社名はこれに由来している[52]。
  - 春 - 出挙のため家持が諸郡を巡行し、「立山の雪し消らしも延槻の川の渡り瀬鐙漬かすも」や「雄神川紅にほふ娘子らし葦付取ると瀬に立たすらし」（巻十七）などの歌を作る[53][49]。
  - 3月23日 - 左大臣橘家より使者あり、大伴家持を訪う[49]。家持饗応して作歌あり、「奈呉の海に船しまし貸せ沖に出でて波立ち来やと見て帰り来む」（巻十八）[49]
- 749年（天平感宝元年・天平勝宝元年）5月5日 - 大伴家持が東大寺占墾地視察のため、東大寺占墾地使僧平栄を饗し、「焼き太刀を礪波の関に明日よりは守部遣り添へ君を留めむ」（巻十八）の歌をなす[49]。
- 751年（天平勝宝3年）7月17日 - 大伴家持が少納言に任ぜられ、越中より離れる[49]。悲別の歌を作って曰く、「しなざかる越に五年住み住みて立ち別れまく惜しき夕かも」（巻十九）[49]。
- 757年（天平宝字元年）5月8日 - 越中国より能登国を分離する[54]。
- 758年（天平宝字2年）9月28日 - 初めて越中国に駅鈴を頒つ[55]。
- 759年（天平宝宇3年）11月14日 - 往時の越中における東大寺の荘園の規模などを示す「東大寺越中国諸郡荘園惣券」が成る[56]。
- 775年（宝亀6年）3月2日 - 初めて越中に大少の目を置く[57]。
- 780年（宝亀10年）12月14日 - 射水郡二上神社及び礪波郡高瀬神社を従五位下に叙する[58]。
- 784年（延暦3年）3月3日 - 気多神社を正三位に叙する[59]。

### 平安時代
- 795年（延暦14年）8月18日 - 高瀬神社、雄神神社、二上神社を従五位上に叙する[60]。
- 804年（延暦23年）6月10日 - 越中国を上国とする[61]。

- 806年（大同元年）5月24日 - 初めて観察使を置き、秋篠安人が北陸道観察使に任ぜられる[62][63]。
- 810年（弘仁元年）5月27日 - 越中国に滞在した渤海国使首領である高多仏により、習語生などに対する渤海語の修習が行われる[64]。
- 815年（弘仁6年）2月9日 - 越中国介大伴黒成、越中国掾多治比清雄、越中国少目和邇真嗣等を官物を横領した罪により免官する[65]。なお、当時越中国司であった藤原鷹養及び越中国大目上村主加豆良は既に卒去していたため罪を問われなかった[65]。
- 840年（承和7年）9月29日 - 高瀬神社及び二上神社を従四位上に叙する[66]。
- 845年（承和12年）9月1日 - 婦負郡鵜坂神社及び新川郡日置神社を従五位下に叙する[67]。
- 854年（斉衡元年）
  - 3月7日 - 高瀬神社及び二上神社を従三位に叙する[68]。
  - 12月27日 - 高瀬神社及び二上神社の禰宜及び祝に笏を把るを勅許する[69]。
- 859年（貞観元年）1月27日 - 高瀬神社及び二上神社を正三位に叙する[70]。
- 860年（貞観2年）5月29日 - 鵜坂神社を従四位下、日置神社を正五位上に叙する[71]。
- 862年（貞観4年）10月9日 - 鵜坂神社を従四位上に叙する[72]。
- 863年（貞観5年）
  - 6月17日 - 越中、越後で大地震が発生し、圧死者多数[73]。
  - 8月15日 - 鵜坂姉比咩神社を正六位に、鵜坂妻比咩神社及び杉原神社を従五位下に叙する[74]。
  - 9月25日 - 雄山神社を正五位下に叙する[75]。
- 864年（貞観6年）3月23日 - 楯桙神社を従五位下に叙する[76]。
- 867年（貞観9年）
  - 2月27日 - 鵜坂神社を従三位に、日置神社を従四位上に、新川神社を従四位下に叙する[77]。
  - 10月5日 - 御田神社を従五位上に叙する[78]。
- 873年（貞観15年）12月15日 - 賀積（加積）神社を従五位下に叙する[79]。
- 876年（貞観18年）7月11日 - 新川神社を従四位上、櫛田神社を従五位下に叙する[80]。
- 878年（元慶2年）5月8日 - 手向神社を従五位下に叙する[81]。
- 879年（元慶3年）
  - 2月8日 - 御田神社を正五位下に叙する[82]。
  - 10月29日 - 雄神神社を従四位上、石武雄神社を従五位下に叙する[83]。
- 883年（元慶7年）1月26日 - 新治神社を従五位下に叙する[84]。
- 886年（仁和2年）12月18日 - 新川郡擬大領伊禰頭真益が私物を以て官用を助けた功により従五位下に叙される[85]。
- 889年（寛平元年）8月22日 - 雄山神社を従四位下、熊野神社及び脇子八幡宮を従五位下に叙する[86]。
- 894年（寛平6年）7月16日 - 越中等諸国において諸院宮の使等、及び往還の人馬舟車を無理やり雇うことを禁ずる[87]。
- 897年（寛平9年）12月 - 射水神社（二上神社）を従二位に、鵜坂神社を正三位に陞叙する[88]。
- 延喜年間 - このころ『延喜式』成り、越中国の税率及びその期限（巻24主計寮上及び巻26主税寮上）、健児の人員及び武器、また各駅の地所とその伝馬数（巻28兵部省）等を定める[89]。また『延喜式神名帳』には越中国における34社の掲載がある（越中国の式内社一覧）[90]。
- 908年（延喜8年）8月16日 - 気多神社官幣に預る[59]。
- 970年（天禄元年） - 『今昔物語集』巻十四所載の越中国僧海蓮が寂滅する[91]。
- 1017年（寛仁元年）8月5日 - 越中の百姓が国司の善状（重任要望）を提出する[92]。
- 1038年（長暦2年）8月25日 - 伊勢斎王の大神宮参入に伴い、北陸道諸国司に太政官符を宛て大中臣為輔を派す[26]。
- 1064年（康平7年） - 源義家征夷の功により越中守に任ぜられることを請う[93]。
- 1065年（治暦元年）9月1日 - 太政官符を越中国司に下し、新たに荘園を立てることを停める旨令する[26]。
- 1067年（治暦3年）10月7日 - 越中国司豊原奉季が橋を造った功績によりその任期を延長される[94]。
- 1080年（承暦4年）
  - 6月10日 - 白河天皇不予あり、卜奏によって諸国社司に中祓を科し、越中においては鵜坂、気多、白鳥、三宅の諸社が指定される[95]。
- 1081年（承暦5年）2月 - 二上神社（射水神社）を正二位に、高瀬神社及び鵜坂神社を従二位に陞叙する[88]。
- 1090年（寛治4年）7月13日 - 賀茂別雷神社（上賀茂神社）及び賀茂御祖神社（下鴨神社）に各600余町ずつ旧射水郡下村を中心とする不輸田が寄進される（倉垣荘）[24]。
- 1103年（康和5年）6月10日 - 堀河天皇不例あり、卜奏によって諸国社司に中祓を科し、越中においては高瀬、鵜坂、白鳥、速川の諸社が指定される[95]。
- 1139年（保延5年）8月4日 - 『朝野群載』や『懐中暦』を著した越中国射水郡出身の算博士三善為康が卒去する[96][13]。
- 1141年（保延7年・永治元年）7月 - 二上神社（射水神社）及び高瀬神社を従一位に、鵜坂神社を正二位に陞叙する[88]。
- 1154年（久寿元年）8月10日 - 新川郡新治村、津波によって水没する[13]。『大日本史』曰く「久寿中海溢れて全村海に没す。纔かに社址（引用者註：新治神社）見ゆ。後世退潮し、乃ち更に荒蕪を治め、生地村と名づく」と[97]。
- 1180年（治承4年）12月 - 二上神社（射水神社）、及び高瀬神社を正一位に、鵜坂神社を従一位に陞叙する[88]。

### 鎌倉時代
- 1183年（寿永2年）
  - 5月9日 - 越中国礪波郡般若野において、今井兼平が6千騎を以て平家と戦い、これを破る（治承・寿永の乱における般若野の戦い）[13]。
  - 5月11日 - 源義仲が越中国豪族石黒太郎光弘らを従えて越中国礪波山の倶利伽羅峠で平維盛を破る（倶利伽羅峠の戦い）[13][98][99]。『平家物語』には「源氏はか様にして日をくらし、平家の大勢を倶利伽羅が谷へ追ひおとさうどたばかりけるを、すこしもさとらずして、共にあひしらひ日をくらすこそはかなけれ。次第にくらうなりければ、北南よりまはツつる搦手の勢一万余騎、倶利伽羅の堂の辺にまはりあひ、箙の方立打ちたゝき、時をどツとぞつくりける。平家うしろをかへり見ければ、白旗雲のごとくさしあげたり（中略）平家、したいにくらうはなる。前後より敵はせめ来る。「きたなしや、かへせ〳〵」といふやからおほかりけれども、大勢の傾きたちぬるは、左右なうとツてかへす事かたければ、倶利伽羅が谷へわれ先にとぞおとしける。まツさきにすすんだる者が見えねば、此谷の底に道のあるにこそとて、親おとせば子もおとし、兄おとせば弟もつづく」と、平家の軍勢が谷底へ落ちていった描写はあるものの有名なる火牛の計の話はみえない[100]。火牛の話がみえるのは『源平盛衰記』であり、「四五百余頭ノ牛ノ角ニ松明ヲ燃シテ、平家ノ陣ヘ追入、胡頽子木原柳原上野辺ニ扣ヘタル軍兵三万余騎、鬨ヲ合喚叫、黒坂表ヘ押寄ル。前後四万騎ガ鬨山モ崩岩モ摧ラント夥シ。（中略）我先我先ト諍ヘ共、西ハ搦手也。東ハ追手也。北ハ岩石高シテ上ルヘキ様ナシ。南ハ深キ谷也、下スヘキ便ナシ。闇サハクラシ案内ハ知ラス、如何カスヘキト方角ヲ失ヘリ（中略）爰ニ不思議ソ有ケル。白装束シタル人三十騎ハカリ南黒坂ノ谷ヘ向テ落セ殿原、アヤマチスナ〳〵トテ深谷ヘコソ打入ケレ、平家是ヲ見テ五百余騎連テ落シタリケレハ、後陣ノ大勢是ヲ見テ、落足カヨケレハコソ先陣モ引カヘサザルラメトテ劣シ劣シト父落セハ子モ落ス云々」とある[13]。巷説に旧東礪波郡五箇山地方はこの戦いに敗れた平家が陰遁した地と言い[24][101]、当地の民謡たる麦屋節及びこきりこ節には「波の屋島をとくのがれ来て薪伐るてふ深山辺に烏帽子狩衣脱ぎ打棄てゝいまは越路の杣刀」という歌詞が残っている[102]。
  - 5月12日 - 義仲、2万の軍勢を以て氷見湊を渡り、志保山に平家を追撃する（志保山の戦い）[100]。
  - 8月18日 - 義仲、越中国宮崎に居た北陸宮を皇儲につけようと謀るも失敗する[103][99][104]。この宮は往時、越中国新川郡宮崎にあったといい、『越中旧事記』には「宮崎南山上、後白河院第二の御子以仁親王の御子をは、治承の乱の時、以仁親王の御めのと讃岐前司重秀が北国へぐしまいらせたりけるを、木曽義仲もてなし奉りて、越中の国宮崎といふ所に御所をつくりてすへまいらせ、御元服ありけれは、木曽か宮とも申」と伝える[35]。
- 1185年（元暦2年・文治元年／寿永4年）3月 - 鵜坂神社を正一位に陞叙する[88]。
- 1186年（文治2年）
  - 6月21日 - 源頼朝が源義経及び源行家捜索のための越中含む諸国における武士の濫行を禁ずる旨訓令する[105]。
  - 11月26日 - 義経を捕縛する旨、令下る[106]。『義経記』によれば義経一行は倶利伽羅峠を越えて越中に入ったが、如意の渡しにおいてその渡の守に一行が義経を引連れているのではないかと嫌疑をかけられた[107]。そこで武蔵坊弁慶は「あれは白山より連れたる御坊なり。年若きにより人怪しめ申す無念さよ。これより白山に戻り候へ」と言って、義経を船から引き摺り下ろし、扇を以て散々に打ちのめした[107]。渡の頭はこれを見て「判官殿にてましまさずは、さにてこそあるべきよ。か程いたはしげもなく、散々に当たり申されし事、併ら私が打ち申したるなり。御いたはしくこそ候へ」と言ってあわれがり、一行は無事渡海して彼岸の六渡寺に着くことができたが、そこで弁慶は「何時まで君を庇ひ申さんとて、現在の御主を打ち奉りつるぞ。天の恐れも恐ろしや。八幡大菩薩も許し御納受し給へ」といって号泣したと言われている[107]。その後、義経等は「いかせ（岩瀬）の渡り、宮崎の岩戸の崎」を経て越後に入ったという[107]。
- 1187年（文治3年）3月2日 - 頼朝が吉田経房より院旨を伝える書状のあったのを以て、越中国吉岡庄の地頭を交替するよう令する[108][109]。
- 1200年（正治2年） - 院宣を以て越中国堀江荘を不輸の地とし神事に勤行させる[110]。
- 1205年（元久2年）9月16日 - 太政官符を以て祇園社領であった越中国黒川郷堀江保の国役等を免ずる[111]。
- 1207年（建永2年・承元元年）2月28日 - 『高田開山親鸞聖人正統伝』によると、この日親鸞に越後へ流罪の宣旨下り、同年3月28日に到着したという（承元の法難）[112]。この途上、越中を経由したと伝えられ、『遺徳法輪集』には射水郡光久寺、極性寺、新川郡三日市村徳法寺及びその三本柿に関する縁起を載せており[113]、また浜黒崎の松並木の内には「親鸞上人腰掛け」と伝える松が残る[24]。
- 1221年（承久3年）
  - 5月30日 - 承久の変による戦乱で京方の市河六郎刑部の軍勢を越後国蒲原において鎌倉方が撃破し、越中国宮崎を攻略したという[114]。
  - 6月8日 - 同日般若野荘、のち礪波山において官軍賊軍相戦う[26][114]。『吾妻鏡』によると鎌倉方は北条朝時を北陸道大将軍として4万余騎を率いたといい[115]、京方は宮崎定範等北陸の国人が参加していたという[116]。『承久記』曰く、「越中ト加賀ノ堺ニ砥並山ト云所有。黒坂・志保トテ二ノ道アリ。トナミ山ヘハ仁科次郎・宮崎左衛門向ケリ。志保ヘハ糟屋有名左衛門・伊王左衛門向ケリ。加賀国住人林・富樫・井上・津旗、越中国住人野尻・河上・石黒ノ者共、少々都ノ御方人申テ相戦フ。志保ノ軍破ケレバ、京方皆落行ケリ」と[117]。
- 1299年（正安元年） - 慈雲妙意によって臨済宗国泰寺派摩頂山国泰寺が開かれる[118]。初め1296年（永仁4年）慈雲妙意が射水郡二上山に菴居していたところへ孤峯覚明の来り、相伴って紀伊国興国寺に参禅したのを契機に開山されたという[118]。
- 1316年（正和5年） - この年、日印越中に巡錫あり、僧日順を帰依せしめ、婦負郡に本法寺を創建する[24]。当寺の「絹本著色法華経曼荼羅」（国の重要文化財）は、『越中旧事記』によれば「伝て云、此絵図は後醍醐天皇の嘉暦元年の春、越中放生津の浦に夜々光暉あり、是によつて、漁人網をおろして、彼波の下を探りもとむるに、浮木のことくなるものを得たり。破りて是をみるに、二十二の巻軸有、則越中富崎の城主神保八郎左衛門尉に是を献す。時の人何の図会と知ものなし、爰に本法寺の日順法印一々是を演説す。是に依て本法寺に寄附して、永く宝物となれり」という縁起が伝えられている[24][35]。
- 1333年（元弘3年／正慶2年）
  - 2月19日 - 北条高時が恒性皇子を越中国に配流し、また同地において守護名越によって弑される[13][119]。
  - 5月17日 - 二塚に官軍を邀撃しようと企図した越中国守護名越時有が、大軍来襲の報に接した郎党の落伍によりこれを断念し、放生津城に自刃する[120]。『太平記』曰く、「去程ニ、敵ノ早寄来ルヤラン、馬煙ノ東西ニ揚テ候ト騒ゲバ、女房・少キ人々ハ、泣々皆舟ニ取乗テ、遥ノ澳ニ漕出ヌ。ウラメシノ追風ヤ、シバシモヤマデ、行人ヲ波路遙ニ吹送ル。情ナノ引塩ヤ、立モ帰ラデ、漕舟ヲ浦ヨリ外ニ誘ラン。彼松浦佐用姫ガ、玉嶋山ニヒレフリテ、澳行舟ヲ招シモ、今ノ哀ニ被レ知タリ。水手櫓ヲカイテ、船ヲ浪間ニ差留メタレバ、一人ノ女房ハ二人ノ子ヲ左右ノ脇ニ抱キ、二人ノ女房ハ手ニ手ヲ取組デ、同身ヲゾ投タリケル。紅ノ衣絳袴ノ暫浪ニ漂シハ、吉野・立田ノ河水ニ、落花紅葉ノ散乱タル如ニ見ヘケルガ、寄来ル浪ニ紛レテ、次第ニ沈ムヲ見ハテヽ後、城ニ残留タル人々上下七十九人、同時ニ腹ヲ掻切テ、兵火ノ底ニゾ焼死ケル」と[120]。

### 南北朝時代
- 1334年（建武元年）4月12日 - 建武の新政により旧規に従って諸国に租を課し、為に蔵人所よりその旨書状いたる[13]。
- 1335年（建武2年）
  - 8月18日 - 越中国国司たる源定清が北条時行に呼応して挙兵した名越時兼を加賀に討つ（中先代の乱）[13][121]。この時、時兼が新川郡針原郷大野に鎮座していた日枝神社に放火したため、神主たる平尾氏はこれを逃れて隠土山に逃れたという[24]。
  - 12月12日 - 越中国守護普門利清が足利高氏（足利尊氏の叛乱に呼応して越中国国司源定清（中院定清）を石動山に攻殺する（延元の乱）[121]。『太平記』曰く「越中守護普門蔵人利清、并井上、野尻、長澤、波多野ノ者共、将軍ノ御教書ヲ以テ両国ノ勢ヲ集、叛逆ヲ企ル間、国司中院少将定清、要害ニ就テ、当山ニ楯籠ラルヽニ、今月十二日彼逆徒等雲霞ノ勢ヲ以テ押寄ル間、衆徒等義卒ニ与シテ、身命ヲ軽ストイヘトモ、一陣全キ事ヲ得スシテ遂ニ定清戦場ニ於テ命ヲ隕サル」[121]。
  - この年、魚津に松倉城、魚津城の築城ありと伝え、『三州志』松倉城條に「元弘中椎名孫八入道居タリ（一作孫六太平記）、建武二年乙亥名越時兼越中ニ起ル時野尻尻玄畜允ヲ嘱ミ兵子ヲ募キ杉本城（此城地新川郡杉本カ然レトモ今無遺蹟）ニ據テ椎名孫八ノ魚津城ヲ攻ムトアリ魚津城ハ松倉城ト云説アリ」といい、また魚津城條に「建武二年名越兼時起ル時椎名孫八入道一城ヲ築キ南朝方ニテ保ム」とある[122][101]。
- 1341年（興国2年／暦応4年）8月12日 - 護国興化寺の開基僧運良寂す[123]。
- 1342年（興国3年／暦応5年・康永元年）春 - 宗良親王越中国名子に駐留され、同地における作歌たる「かへる雁こしぢの嶺のへだてをも我こえてこそ思しりぬれ」、「今は又とひくる人もなこの浦にしほたれて住あまとしら南」などの歌が『李花集』に収められている[124]。
- 1344年（興国5年／康永3年）10月25日 - 室町幕府が越中国にあった南朝軍の攻撃を吉見頼隆に命ずる[125]。
- 1345年（興国6年／貞和元年）
  - 3月10日 - 吉見頼隆、越中国に発向する[125]。
  - 6月3日 - 国泰寺開基僧妙意寂す[126]。
  - 7月11日 - 南朝軍井上俊清、越中国滑川において吉見頼隆と戦い敗れる[126]。
- 1346年（正平元年／貞和2年）3月6日 - 越中国の南朝軍井上俊清、新田貞員、粟澤政景等が能登国に入り木尾嶽城に據る[126]。幕軍吉見氏頼これを攻め、同年3月16日より相戦い、同年5月4日落城する[126]。
- 1350年（正平5年／観応元年）
  - 10月23日 - 足利直義方の桃井直常、越中国氷見湊を攻略し、能登に進撃する（観応の擾乱）[127]。
  - 11月3日 - 桃井直常に和した井上布袋丸、富来彦十郎等が能登国花見槻に戦って敗れ、越中に遁走する[127]。
- 1351年（正平6年／観応2年）1月15日 - 桃井直常、越中国人等を率いて上洛し、四条河原に足利尊氏及び足利義詮と戦ってこれを破る[128]。
- 1352年（正平7年／観応3年・文和元年）6月6日 - 足利尊氏方の吉見氏頼、能登国より越中国に攻入るを、桃井直常・直信が邀撃するも敗れる[129]。
- 1362年（正平17年／康安2年・貞治元年）
  - 1月23日 - 桃井直和が越中に所在の北朝（幕府）軍を攻撃する[130]。
  - 5月22日 - 桃井直常等石動山に北朝軍と戦う[130]。激戦による損耗のため、北朝軍は義詮が援軍を派遣してこれを督励し、7月に至って桃井直広その軍門に降る[130]。
- 1368年（正平23年／応安元年）2月24日 - 桃井直常、再び越中に帰る[131]。
- 1369年（正平24年／応安2年）4月12日 - 桃井直常が挙兵して能登に進み、吉見氏頼配下の頼顕伊予入道及び富樫昌家の軍と戦って越中に敗走する[131]。
- 1370年（正平25年・建徳元年／応安3年）
  - 3月16日 - 桃井直和、越中国婦負郡長沢に布陣して越中国守護斯波義将及び富樫昌家と戦い敗死する（長沢の戦い）[132]。
  - この年、大徹宗令によって眼目山立山寺が開山されたという[24]。『越中旧事記』には「大徹和尚は、能登の総持寺の開山瑩山和尚の第五弟子の其一人なり。此寺の材木は、悉立山権現の寄進し給ふといへり」という[35]。
- 1371年（建徳2年／応安4年）7月18日 - 桃井直常及び飛彈国司藤原家綱の軍、越中国礪波郡後位荘において斯波義将と戦い敗れる[133]。
- 1390年（元中7年／康応2年・明応元年） - 本願寺5代目法主僧綽如によって瑞泉寺が創建される[134]。『和漢三才図会』曰く、「綽如本寺ヲ巧如ニ譲リ当国礪波郡杉谷ニ幽居ス。時ニ異国ノ書簡京師ニ来リテ文義暁（サトシ）難キ者有リ。博識ヲ以テ綽如ヲ勅シテ召シ之ヲ読マシム。文文句句水ノ流レルカ如シ。叡感最モ甚シ。嘗テ一宇ヲ越中ニ建テント欲シテ之ヲ奏シ勅許アリテ下向ス。此所ニ乗馬俄ニ嘶キ留リ行カズ、其地清泉湧出ヅル。此ニ於テ寺ヲ建テ勅ヲ賜ヒテ瑞泉寺周円上人ト号シ、又礪波ヲ改メテ井波ト為ス」[135]。

### 室町時代
- 1397年（応永4年）5月2日 - 幕府、越中国守護畠山基国に山城国東岩蔵寺領であった越中国太田保内富山郷に諸公事守護役の催促を停止させる[136]。坂井誠一によるとこれが「富山」という地名の初見であるという[137]。
- 1430年（永享2年）6月9日 - 足利義教（室町幕府第6代将軍）、正室の正親町三条尹子に越中国富山柳町を与える[26]。
- 1440年（永享12年） - この年、礪波郡福岡に巌照寺が創建されたという[24]。『三州地理誌稿』曰く、「巌照寺　在福岡村。永享十二年本願寺綽如子僧周覚創建」と[88]。
- 1441年（嘉吉元年）1月29日 - 嘉吉の乱によって、義教の寵愛を受けていた畠山持永が畠山持国より逃れて越中国に没落する[13][138]。同年8月に至り持国越中に派兵して持永これに敗れ、僧となって河内国に逃れるも同地において土民に討たれる[13]。
- 1443年（嘉吉3年）10月28日 - 正親町三条尹子、越中国富山柳町を二尊院に寄附し、亡き義教等の冥福を祈る[139]。
- 1450年（宝徳2年）7月16日 - 越中国に大嵐来り、婦負郡牛岳に怪光あり[13]。『康富記』に「大風大雨雲中牛嶽ト云所ヨリ光物出（其体雲中鬼形有之）、指艮飛行、其間十里許也（山河草木悉損失云々）」という[140]。

### 戦国時代
- 1468年（応仁2年） - この年、飛彈国より聞名寺が婦負郡土村に遷る[24]。
- 1471年（文明3年）
  - 3月 - 蓮如来って土山御坊を礪波郡土山に開創する[137]。さらに高木場御坊に移ったのちの1517年（永正14年）7月2日、これを勝興寺と改む[141][142]。『勝興寺文書』曰く、「其御坊御寺号之儀祖師北地御在居之時分於二佐渡国一順徳院御帰依御建立之寺号断絶有レ之儀ニ候之間此度為二相続一其御坊被レ称二勝興寺与一候様ニ被レ仰候此段難レ有可レ被二思召一旨御申入可レ有レ之候恐々謹言」と[141]。
  - この年、加越国境に高坂四郎左衛門の舎弟である僧道乗によって光徳寺の前身である砂子坂道場が創建されたという[24]。『三州地理誌稿』曰く、「光徳寺　在法林寺村、文明三年僧光乗創建」[88]。
- 1475年（文明7年）7月16日 - 礪波郡瑞泉寺に蓮如の巡錫あり、越中における浄土真宗伝播の一契機となる[26]。『賢心物語』曰く、「蓮如上人当寺（瑞泉寺）ヘ文明七年七月十六日御下向ノ時、蓮乗時ノ御住持ナリ、河上ノ衆ヲ始トシテ、当国ノ御門徒衆ウチヨリマカナイ申サレ候、順如ハハジメ申御兄弟衆男女トモニミナ々々御下向候ツルヨシ、了如御物語アリケリ」[26]。またこの年、 富樫政親と争う加賀国一向一揆衆が敗れて井波瑞泉寺に遁走する[143]。
- 1481年（文明13年）春 - 瑞泉寺に據る一向一揆衆、福光城主石黒光義と礪波郡田屋河原に戦って勝し、石黒光義は戦死する（越中一向一揆・田屋川原の戦い）[33][143]。東大寺文書中に「高瀬地頭方去年御年貢事、連〻地下人一向衆以同心之儀、年〻過分無沙汰候、殊去年中未進分、春中可致沙汰之由、地下人申候間、其趣内〻申処、去三月郡内土一揆不思議企候、地頭方百姓為本人、造意事候間、去年未進之儀一向不及沙汰候、余不可然存条、其後度〻指下人、堅申付半候、未一途候、猶〻無疎略之儀可申下候、委細安楽坊申入候、此才趣可得尊意候」とあり[144]、このころ当該地域において一向一揆のあったことが窺える[33]。
- 文明年間 - このころ、加賀国河北郡に北陸巡錫中の蓮如が坊舎を建て、後代の実円に至ってこれを礪波郡城端に遷し、善徳寺と号したという[24]。『三州地理誌稿』は1446年（文安3年）に僧実圓が礪波郡城端に善徳寺を創建したという説を載せている[88]。

- 1488年（長享2年）6月9日 - 石川郡高尾城に據る富樫政親を加越能の百姓攻めて政親が城内において自害する（加賀一向一揆）[13]。『後法興院記』曰く「伝聞、去八日於加州冨樫介生涯云々、加賀国一揆衆、其外能登越中之一揆衆相加間及数万人云々」[145]。『朝倉始末記（賀越闘諍記）』曰く「長享二年ニ、賀州ハ申ニ不レ及、能登越中諸国ノ類葉ニ籌策ヲ廻（メグラシ）、一揆悉ク打莅（ウチノゾン）デ、富樫ガ城ノ四面ヲ取巻キ、昼夜数日火水ニナレト攻ケル程ニ、富樫既ニ負テ、城中ニ於テ、九月九日ニ腹ヲゾキラレケル」[146]。
- 1493年（明応2年）6月28日 - 明応の政変に伴い室町幕府10代将軍足利義材が下向し、放生津城主神保長誠の支援を受け5年間滞在する[26][147]。『後法興院記』（明応二年七月十六日条）曰く、「伝聞、今出川殿下向越中云々、神保致警固間近国少々申御体云々、高運之至也、天下安危在此時乎」[148]。『親長卿記』（明応二年七月一日条）曰く、「陰晴、今日或仁云、去夜将軍（義材、当時人々号正覚寺御所）俄御逐電、不知其行方、去四月自河州陣御上洛之後、奉押籠上原左衛門大夫許了、後聞、落留越中給云々」[149]。これより1498年（明応7年）まで義材を中心として越中国射水郡放生津正光寺にあった政権を越中公方と称し[33]、往時小幕府の体をなしたりといわれる[24]。
- 1494年（明応3年） - この年、「貞享二年寺社由緒書上」によると礪波郡に万福寺が創建されたという[24][150]。
- 1498年（明応7年）9月2日 - 足利義材が上洛を図って越中国より越前国朝倉氏邸に至る[26]。『後法興院記』（明応七年九月五日条）曰く、「伝聞、越中大樹近日可有上洛云々、去二日越前朝倉館ニテ被越云々、和睦之儀云々」[148]。
- 1502年（文亀2年） - 旧東礪波郡平村上梨に鎮座する白山宮本殿が創建される[24]。建築年次の明らかなる現存建築物としては県内最古のものであるという[24][151]。
- 1506年（永正3年）
  - 7月15日 - 加越能の一向宗門徒、一統に蜂起して越前に来襲する（九頭竜川の戦い）[26]。『朝倉始末記（賀越闘諍記）』曰く、「去程ニ「悪将ハ悪鬼ヲ請ジ、悪鬼ハ災異ヲ生（シヤウズ）」ト云ヘバ、時日ヲ不レ移、類葉馳集ル。然則、去永正三年七月十五日ニ、越前国中ノ一揆、越中・能登一統ニ蜂起シテ、川ヨリ北ニ打入、在々処々ヲ放火シテ兵庫・長崎、村々里々ニ陣ヲ取ル」[146]。
  - 9月19日 - 越中一向一揆勢が越後の上杉房能配下なる長尾能景の軍を破り、能景は同地において敗死する（栴檀野の戦い）[26]。
- 1509年（永正6年）7月28日 - 上杉顕定・上杉憲房の軍、坂東の兵を率いて越後の長尾為景を攻め、為影は越中に逃れて幕府及び陸奥の伊達尚宗に援軍を請う[152]。
- 1516年（永正13年）9月9日 - 越後国守護代長尾為景、越中国において神保慶宗と相戦う[153]。
- 1519年（永正16年）10月6日 - 再び越後国守護代長尾為景、加賀の畠山勝王と提携し越中国新川郡境川において神保慶宗と戦って勝ち、進んで婦負郡二上城に至る[154]。
- 1520年（永正17年）
  - 4月24日 - 長尾為景、畠山尚順に越中の情況を報じ、尚順は能登の畠山義総と共に為景を越中国平定に努めさせる[155]。
  - 8月3日 - 再び長尾為景、越中境川城に神保慶宗と戦いこれを陥落させる[155]。ついで為景は同年12月21日に新川郡新庄城に進撃しこれを落城せしめ、遂に神保慶宗を討つ（永正の乱）[155]。畠山尚順、その功を賞す[155]。
- 1536年（天文5年）12月24日 - 越中国礪波郡栴檀野において長尾為影死す[156]。
- 1543年（天文12年） - このころ神保長職、水越勝重に命じて富山城を築かせる[24]。『三州志』曰く、「富山城ハ新川郡ニ在テ平城也西ハ神通川ヲ帯フ其城築ハ水越越前守勝重経始シ（中略）戦史ニ富山ノ字顕ルヽハ天文十四年長尾為景礪波郡栴檀野ニテ戦死後神保氏富山城ニ徒リ婦負新川二郡ニ威ヲ振フ是最モ始也」[157]。
- 1545年（天文14年）4月9日 - 正二位権大納言・右大将徳大寺実通、下向先の越中において害される[158]。『言継卿記』（天文十四年四月十六日条）曰く、「従広橋使有之、徳大寺（実通卿）雑談有之、如何之由被申候、不知之由申之、重使者有之尋遣之処、去七日に下国之処、八日暁天押寄、右大将、物加波蔵人（懐世）以下十三人悉生害、云々、人数一人逃上洛、云々、越中国於知行分之事也、先代未聞之儀、言語道断之儀、不能分別題目也」[159]。
- 1556年（弘治2年）8月23日 - 大熊朝秀、長尾景虎に叛いて武田晴信に内通し越中に奔る[160]。
- 1560年（永禄3年）
  - 4月28日 - .長尾景虎、椎名康胤を援けて神保長職を富山城に攻めこれを破り、長職は新川郡増山城に逃れる[24]。景虎、再び増山城に兵を差し向け、同年3月30日、長職その城を拋棄して再び逃れる[26]。
  - 10月17日 - 武田晴信、書を一向一揆の徒に致し、長尾景虎の背後を窺わせる[13]。
  - この年、椎名・井口・轡田氏及び一向一揆衆間においても婦負新川に争闘あり[13]。『三州志』曰く、「三年庚申椎名井口（中略）轡田（中略）婦負新川ノ地ヲ角ソヒ礪波郡ニ於テ石黒左近勝興寺（中略）瑞泉寺（中略）善徳寺（中略）等ト交刃ス」[161]。
- 1565年（永禄8年）6月 - 武田晴信属将山縣昌景、兵を率いて越中に入る[13]。『甲陽軍鑑』（巻十下品第卅三永禄八年八月条）曰く、「山縣三郎兵衛御先を仕り、越中へ御馬を出され、飛驒国侍大将江間常陸守才覚仕、越中の一郡あまり持候、椎名と云ふ侍大将人数三千五百余持候者降参仕り、二番目の子幼少成を人質として御目にかけ、信玄公を主君とあふぎ奉るなり、彼人質勝頼公は御預け被レ成、伊奈にさしをかるゝなり」[162]。
- 1566年（永禄9年）5月 - 上杉輝虎、自ら率兵して越中に入り、諸所の城邑を攻略する[13]。『北越軍記』（巻之四、永禄九年五月条）曰く、「謙信越後ヲ打立越中ヘ被二攻入一、神保越中守長氏ガ籠候増山ノ城ヲ被レ攻、上杉弥五郎義春ヲ遣小出城揖美庄助五郎ヲ攻落サレ候。国中方々働キ、取出共仕置有テ、七月ニ謙信越後ヘ帰陣」[163]。
- 1567年（永禄10年）5月18日 - 武田晴信、越中国境附近に出張、椎名・江間と会談する[13]。『甲陽軍鑑』（巻十下品第卅三永禄九年五月十八日条）曰く、「信玄公甲府を御立あり。越中へ御馬を向けられ、飛驒の江間、越中椎名此両人に彼筋御仕置様子被ニ仰付一」[162]。
- 1568年（永禄11年）
  - 3月16日 - 射水郡放生津に陣を構えていた上杉輝虎（謙信）、本庄繁長叛乱の報に接し、即ち越後へ軍を帰す（本庄繁長の乱）[13]。
  - 8月18日 - 越中国松倉城主椎名康胤、輝虎に背いて本願寺顕如、本庄繁長と共に武田晴信に通ずる[164]。
- 1569年（永禄12年）10月27日 - 上杉輝虎、越中国へ進んで椎名康胤の征討を開始し、新庄城・金山城を陥落させ、松倉城を攻撃する（松倉城の戦い）[165]。
- 1571年（元亀2年）
  - 2月28日 - 上杉謙信、再び越中に入って椎名康胤を攻め、富山城・魚津城その他十数ヶ城を陥落させ、同年4月1日、越後へ凱旋する。[166][167]。
  - 4月22日 - 三木自綱の属将塩屋秋貞が越中猿倉城へ入るを長尾景直怪しみ、謙信に秋貞を召喚することを請う[167]。
- 1572年（元亀3年）
  - 6月15日 - 本願寺顕如麾下の越中国一向一揆衆、射水郡日宮城を攻めてこれを危殆に陥らしむるを聞き、上杉謙信属将新庄城城主鰺坂長実、山本寺定長等これが救援のため呉福山に布陣し、同日一向一揆衆に敗戦する[168]。この戦いにおいて山本寺定長は戦死し、日宮城の守備に当っていた神保覚広等は石動方面へ撤退した[168]。
  - 8月18日 - 上杉謙信、越中国一向一揆衆平定のため、自ら率兵して越中国新庄城に至り、諸所に一向一揆衆を追散して富山城を攻めこれを落す（尻垂坂の戦い）[169]。
- 1574年（天正2年）7月28日 - 謙信、また西征して神保長純據る越中木舟城を陥落させる[170]。
- 1576年（天正4年）3月17日 - 謙信、この日より再び越中に入り椎名康胤の籠城する蓮沼城を陥落せしめ、康胤は同城において自害する[13]。また神保氏張據る富山城を抛棄せしめ、進んで守山城を囲み、射水にその郎党を討つ[13]。『北越軍記』（天正四年謙信四十七歳三月条）曰く、「謙信越府ヲ立テ、越中ヘ発向。椎名泰種カ籠ル所蓮沼城ヲ攻落。泰種自害。ソレヨリ謙信ハ飛驒国ヘ打入ル」[163]。『三州志』曰く、「今年三月謙信越中ニ出陣蓮沼ヲ攻ム。城主椎名肥前守泰種自害シテ城陥ル（中略）頃年越中瑞泉寺勝興寺善徳寺得成寺等礪波郡ニ在テ兇威ヲ振フ。射水郡土旧ノ民モ之ニ随ヒ謙信ニ内応シテ信長公ニ敵セントス。因テ今年七月甲兵二万ヲ提テ越中ニ来リ魚津ニ陣シ河田豊前守有坂備中長澤筑前平子和泉ヲシテ婦負郡加賀澤ヨリ飛州ヘ襲入リ姉小路（按スルニ是頼綱カ）等ヲ降シ夫ヨリ又越中ニ来リテ富山城ヲ攻ム。城主神保安芸守氏春其男清十郎同姓越中守正武富山城ヲ棄テ守山城ニ保ミ城辺ニ湖水ヲ激入シテ固守ス。石黒左近ハ木舟城ニ在テ之カ援勢ヲナス。神保兵庫氏信増山城ヲ守ル。因テ謙信小笠原右馬助上杉民部ヲシテ富山ヲ守ラシメ神通川ヲ渉リテ射水郡ヘ乱入ス。神保ノ党久世但馬益木中務回游佐信濃小島倉光鞍智寺崎唐人等関野ニ出張シテ之ヲ拒ム。謙信夜之ヲ撃テ追払ヒ賀州ヘ向フ」[161]。

### 織豊時代
- 1578年（天正6年）
  - 4月7日 - 織田信長、配下の佐々長龝に命じて神保長住を打具し越中に入らせる[13]。『信長公記』（巻十一、天正六年戊寅四月七日条）曰く、「越中神保殿二条御新造へ被召寄、此比御対面無御座、子細二位法印佐々権左衛門を以て被仰出、黄金百枚並志々良百端被参、輝虎被相果付て飛驒国司へ被仰出、佐々権左衛門相添、越中へ入国候也」[171]。
  - 10月4日 - 同年9月24日より信長の命によって越中征討を行い、津毛城を落した齋藤利治が、越中月岡野において上杉の手勢を破る（月岡野の戦い）[13]。『信長公記』（巻十一）曰く、「九月二十四日、齋藤新五、越中へ被仰付出陣國中、大田保之内つけの城、御敵椎名小四郎、河田豊前守人数入置候。尾張両国之御人数打向之由承及聞落に致退散則つけの城へ神保越中人入置齋藤新五三里程打出陣取候て在々所々へ相働」、また曰く、「十月四日、齋藤新五、越中国中太田保之内本郷に陣取御敵、河田豊前守、椎名小四郎、今和泉に楯籠候。城下迄放火候て未明より被罷退之処に人数を付候。齋藤新五、節所へ引かけ月岡野と云所にて人数立合、既及一戦追崩頸かす三百六十討取り、此競を不休懸まはり所々人質執固神保越中所へ相渡し帰陣候也」[171]。
- 1579年（天正7年）閏3月 - 織田信長により佐々成政が越中に封ぜられ富山城に入る[172]。『三州志』曰く、「七年己卯佐佐内蔵助成政越中一国ヲ賜リ富山城ヘ徒ル」[173]。
- 1580年（天正8年）
  - 4月15日 - 本願寺顕如、勝興寺及びその門徒に信長と和睦した旨を通達する[26]。
  - 秋 - このころ大雨あり[172]。国内の河川洪水して、神通川は旧来の呉福山麓の河流を改め富山城東を流れるようになり、常願寺川は大いに出水して富山城下を浸し家屋流出数知れず[172]。佐々成政、これを憂いて治水に尽力し築堤、また洪水によって新たに生れた支川を鼬川と名付け、周辺を開墾して禾穀を植えて田地となす[172]。この時、築かれた堤を「佐々堤」と称し、常西用水川底にのぞく天端部にその痕跡を見ることができるという[174]。
  - 11月 - 佐々成政、神通川渡船場の制度を定め、過当なる運賃を禁じ、また過載を戒む[172]。
- 1581年（天正9年）
  - 3月24日 - 越中松倉城に據る河田長親が小井手城を囲み、信長方の佐々成政及び神保長住等はこれが救援のため出兵したので、上杉景勝はその兵を撤せしめる[175]。『信長公記』（巻十四）曰く、「三月六日、神保越中佐々内蔵助幷国衆上国候、加賀越前越中三ヶ国之大名衆今度之御馬揃に各在京也。今之透に人数を可出之行に而名誉之ごうの刀作たる松倉と云所に楯籠御敵、河田豊前守以調略。越後より長尾喜平次を呼越、大将として催一揆。佐々内蔵助成政人数入置候小井手之城、三月九日に取詰候」[176]。また曰く、「三月廿四日佐々内蔵佐神通川六渡寺川打越、中郡之内中田と云所へ被懸付候処上方之御人数参陣之由承及。三月廿四日卯尅、御敵長尾喜平次、河田豊前致陣払、小井手表引払火之手を間三里程に見懸。常願寺川、小井手川打越人数被付候へども、早諸手引取候間、不及是非併籠城運を開」[176]。
  - 4月 - 『雲龍山勝興寺系譜』によると、このころ、勝興寺、顕幸留守中を期した石黒成綱の夜討ちに遭い焼亡したという[177]。
  - 5月24日 - 『信長公記』によると松倉城に據る河田長親が病死したといわれる[175]。曰く、「五月廿四日、越中国松倉と申所に楯籠候、御敵河田豊前守病死仕候」[176]。
- 1582年(天正10年）
  - 2月9日 - この日より信長の軍兵越中に入り、上杉景勝方の須賀盛能・秋山定綱はこれを警戒して報告せしにより、景勝は援軍を送りこれを援助させる[177]。
  - 3月11日 - 信長方であった小島職鎮、唐人親広が景勝に内通し、協働して富山城を占拠するが、柴田勝家、佐々成政、前田利家の兵によってこれを奪還される[177]。また信長方は進んで魚津、松倉の両城を囲む（魚津城の戦い）[177]。『信長公記』曰く、「去程越中国富山之城に、神保越中守居城候然而、今度信長御父子信州表に至而御動座候之処、武田四郎節所を拘、遂一戦悉討果候之間、此競に越中国も一揆令蜂起其国存分に申付候へと有〳〵と越中へ偽申遣候事実に心得、小野六郎左衛門、加老戸式部両人一揆大将に罷成、神保越中を城内へ押籠、三月十一日、富山之城居取に仕近辺に挙煙候不移時、柴田修理亮、佐々内蔵介、前田又左衛門、佐久間玄番頭、此等之衆として富山之一揆城取巻候間落去不可有幾程之旨注進被申上候」[176]。
  - 5月23日 - 景勝、魚津・松倉両城の危殆を聞き、これが救援のため天神山城に布陣し、信長方と黒部に戦う[178]。時に滝川一益が上野国から、森長可が信濃国から越後へ侵入するあり、よって同年同月27日、景勝越後へ撤退する[178]。『三州志』曰く、「二十三日瀧川一益三国嶺ニ到リ森長一大田切ヨリ芋川城ヲ陥シ越後二本木ニ入リ春日山ヲ襲ハント各甲兵ヲ進ムル注進アリ景勝越中ニ在リ之ヲ聞テ驚キ二十七日越後ヘ却ソク」[178]。
  - 6月2日 - 景勝の撤退に乗じて、柴田勝家、佐々成政、前田利家等が攻城を開始し、この日遂に魚津落城する[178]。『三州志』曰く、「勝家等此機ニ乗シテ火急ニ松倉ヲ攻ム魚津城ハ河田豊前吉江織部ハ固ク之ヲ守リ容易ニ抜クヘカラサルヲ知リテ詭計ヲ以テ柴田専齋佐佐新右衛門二人ヲ質トシ城ヲ挙ケテ開領セハ講和ヲ為ント城将ヘ言送ル河田等吾ヲ欺ムカストオモヒ即チ諾シ成政ヲ内城ニ延キ河田吉江ハ外羅城ニ出ツ即城ノ内外ヨリ河田芳江ヲ挟撃ス二将曁ヒ中條越前寺島六蔵寺血戦苦撃力ヲ窮テ斃レ城遂ニ陥ツ実ニ六月二日ノ平旦也（中略）松倉ノ守兵城上ニ旌槍ヲ羅列シ守禦ノ形勢ヲ伴リナシテ夜越後ヘ走ル織田方ノ諸将之ヲ知ラス妄リニ近ツカズト云フ我公然ラストシ単騎ニテ城下ニ到テ見量ヒ給フニ果シテ空城也因テ斯城弓箭ノ費ナクシテ城ヲ得タリ」[178]。但し、『北越太平記』はこの誘殺のことを載せず、矢尽き糧なくして城中に皆自害したといい、「諸大将いつれも評定し、寄手へ降参を乞、城を渡し、引除ん事、永き弓箭の瑕なり。たとへ主君の命なりとも難レ受所なりと、衆議一同に決しけり。城内掃除以下二三の内に沙汰し六月二日に隙明しかは中城越前の守景資、川田豊前の守長親、石口采女の正實秀、山本寺庄蔵孝長、吉江喜四郎俊長、安部右衛門の尉仲盛、竹の股参河の守朝綱大将物頭十三人広間に居並候て、切腹の用意にて候（中略）寄手の輩、城落て乗入十三人の自害の有様を見て、柴田勝家、佐々成政、前田利家以下舌を振誉ぬ者もなし。皆感涙を流す。是即六月二日の未明なり。此日京都本能寺にて信長公御生害なり。五六日こらへ候はゞ、運を可レ開者と皆残念に思ける」と伝える[179].
  - 6月8日 - 柴田勝家等再び兵を率いて越中を進撃するも、本能寺の変の報至って軍を返す[180]。景勝、これを受けて属将色部長実に越中への出馬を命ずる[180]。
  - 6月24日 - 須田満親、松倉城に入って景勝の出兵を請う[180]。
  - 6月27日 - 有沢図書助、弓庄城に據る土肥政繁に説諭してこれを景勝方に属せしめる[180]。
- 1583年（天正11年）
  - 2月8日 - 土肥政繁、成政の属城安城下を放火し、また太田新城を攻撃する[181]。
  - 4月5日 - この日より土肥政繁、弓庄城において佐々成政の手勢に包囲される[181]。政繁は奮戦よくこれを守るも、同年4月28日、羽柴秀吉が成政に景勝と和すべきの由を通達し、よって成政景勝は媾和の運びとなる[182]。故に政繁は妻子郎党を率いて越後に移り、景勝の庇護の下に入る[178]。
- 1584年（天正12年）
  - 8月28日 - この日より徳川家康・織田信雄が秀吉に対抗した小牧・長久手の戦いに呼応して佐々成政が挙兵し、先ず前田利家支配下の加賀朝日山を襲撃する[183]。されども同年9月11日、末森城の戦いに敗北して、倶利伽羅方面に退却し兵を越中に収める[183]。
  - 9月18日 - 上杉景勝が、秀吉方の前田利家に提携し、須田満親に命じて宮崎城を攻めさせ、激戦六日に渉った後に開城させる[184]。
  - 11月8日 - 阿尾城の菊池武勝、前田利家に降伏し、開城する[185]。
  - 11月25日 - 徳川家康・織田信雄、羽柴秀吉に和せるを愁い、佐々成政越中を出発して遠江浜松城の家康を訪わんがため、厳寒の立山連峰を越える[185]。いわゆる「さらさら越え」というは、このことである[186]。『太閤記』（巻八）曰く、「天正十二年霜月下旬、深雪をもいとはす、さら〳〵こえとて嶮難無雙之山路に行迷ひぬ、是ハ何の地をさして思召立給ふそやと、従ひし士共問いしかは、遠州へこえ行、家康へ相看申（中略〉雪になつまぬわかきはらを百人はかりめしつれ、大山之嶺わきに攀上り、南をみれハ山下に里有とおほしくて、柴折くぶる煙たへ〳〵也、いさ煙を心あてに下りみむと、かんじきと云ものに乗ておとしけれハ、真忠の心さしを天感し給ふにや、思ひの外やす〳〵と麓の里に着にけり民のかまどに立入ん事のうれしさに、あんなひをもせす入しかハ、老たる樵夫膽を消し、是ハ変化の物そかし、今此雪中に人間のわさにハあらしと不審しあへりぬ（中略）雪中之労苦を忘れつゝ、十二月四日遠州浜松之城に至り、家康卿へ対面し、羽柴筑前守秀吉を討亡し、信雄卿被達ニ御本意一候様に相議し、翌朝打立清洲之城に至て御礼申上、これかれ評議を尽し、則令ニ請暇一又深雪に山路をたどり〳〵、越中に立帰りにけり」[187]。
- 1585年（天正13年）
  - 4月8日 - 成政、加賀国鳥越城を攻撃するも反撃に遭って撤退する[188]。
  - 5月 - 成政の手勢なる佐々平左衛門、今石動城を襲撃するも前田秀継等によって撃退される[189]。
  - 8月8日 - 秀吉、佐々成政征討のため京師を発する[190]。
  - 8月26日 - 秀吉、越中に至り富山城に逼迫するに及び、成政衆寡敵せずとて剃髪し、織田信雄を仲介して秀吉に降を請う（富山の役）[190]。一連の越中平定の功により、秀吉は礪波郡、射水郡、婦負郡の三郡を前田利家に与え、成政の所領は越中においては新川郡のみとなり、また妻子共々大坂蟄居を命ぜられる[190][191]。また富山城が破却される[190]。射水郡に太閤山の地名残るは、この時、秀吉の一夜宿陣した故事によるという[192]。ここにおいて成政、〽何事もかはり果たる世の中に知らでや雪の白く降るらんと歌を詠じたと伝えられる[172]。
  - 11月29日 - 天正地震起って越中国内においても被害あり[193]。この地震によって礪波郡木舟城が崩壊し、前田秀継及びその妻が圧死する[193]。
- 1587年（天正15年）5月30日 - 秀吉、佐々成政をして肥後国へ封ぜしめ、爾後隈本城に據ってその地を治める[194]。よって当面、新川郡は前田利家の領分となる[191]。
- 1595年（文禄4年）
  - 秋 - 利家、秀吉の召喚によって登城し、割腹せし豊臣秀次の館と新川郡を賜り、また豊臣秀頼の守護を依頼される[191]。『三州志』曰く、「今秋越中新川一郡曁ヒ秀次君ノ遺館ヲ豊主ヨリ国祖ヘ賜ハリ秀頼君ノ守護ヲ頼マセラル」[195]。
  - この年越中国においても太閤検地あり、38万3百石であったという[194]。
- 1597年（慶長2年）10月 - 前田利長、居城たる越中守山城が風威猛烈であるため富山城へ遷る[191]。
- 1598年（慶長3年）4月20日 - 前田利家、致仕を利長に告げて家督を譲り、氷見一帯をその養老領とする[194][191]。
- 1600年（慶長5年） - 前田利長より土方雄久へ新川郡布市以南1万石を分与する（布市藩）[191]。

### 江戸時代
- 1601年（慶長6年） - この年、主要なる街道に松並木を植えさせたが、富山県天然紀念物たる浜黒崎の松並木はこの時植樹されたものであるといわれる[196][191]。
- 1604年（慶長9年） - 江戸幕府が北陸等の諸街道に一里塚の築造を命ずる[197]。またこの年、前田利長、初めて十村の制度を定める[197]。
- 1605年（慶長10年）6月28日 - 前田利長、隠居により富山城を修理してこれに遷り、新川郡20万石を以て自らの養老領となし、家督を前田利常に委譲する[198]。
- 1606年（慶長11年） - この年、土方雄久治下の布市藩を加賀藩治下となし、代って能登国羽咋郡、鹿島郡、鳳至郡、珠洲郡に散在する地を与える[199]。
- 1607年（慶長12年）3月2日 - 越中五箇山より税として塩硝を徴収する[199]。
- 1608年（慶長13年） - 礪波郡に初めて菅笠製造の業を興す[194]。これは2009年（平成21年）3月11日指定の重要無形民俗文化財である「越中福岡の菅笠製作技術」の濫觴である[200]。
- 1609年（慶長14年）3月18日 - 前田利長の居所としていた富山城に失火あり、城のみならず侍屋敷までも全く焼失するに至る[201]。ここにおいて利長、一時魚津城に遷り、これを機に礪波郡関野にその居所を遷さんと欲し、将軍徳川秀忠の許可を受ける[201]。同年8月16日、新城全く成ったのを以て、魚津より遷り、関野の名を高岡と改める[201]。これが即ち高岡城の濫觴である[202]。
- 1610年（慶長15年）
  - 3月15日 - 利長、高岡城内に稲荷神社を勧請する[194][203]。
  - 3月17日 - 高岡城内に関野神社の神輿渡御し、氏子の山車またこれに追随する[194]。これすなわち高岡御車山祭の濫觴であるといわれる[194]。
- 1612年（慶長17年）5月8日 - 新川郡亀ヶ谷鉱山より産出せる銀を、徳川秀忠に献上する[204]。『駿府記』（慶長十七年五月八日条）曰く、「羽柴筑前守以二使者一献ニ銀子千枚（彼領内土産銀也）染絹百匹白絹百匹一」[205]。
- 1613年（慶長18年） - この年、広山恕陽を高岡に招聘して当地に法圓寺を創建する[199]。翌年、前田利長卒去するを以て、瑞龍寺と寺号を改めたという[199]。
- 1614年（慶長19年）5月20日 - 高岡城に前田利長卒す[199]。
- 慶長年間 - 越中越後国界に境関所を設置する[194]。『三州地理志稿』曰く、「在三位郷堺駅、郡山南峙、巨海北逼、堺一水前奔、地勢最為険要、距境川百七十間、設編石於左右為固、関門南有関府及邏所（曰小人番所）、北設塕城尋築編於直西、中間附子門通海浜、又海浜樹柵中間設子門、置邏所」[206]。
- 1616年（元和2年） - この年、新川郡小川温泉を発見する[194]。
- 1630年（寛永7年）5月20日 - 高岡瑞龍寺に前田利長の十七回忌法会を催行する[199]。
- 1633年（寛永10年） - この年、新川郡黒薙温泉を発見する[194]。またこの年、1624年（寛永元年）に開鑿の出願あって以来、工事の行われていた用水路が完成する（牛ヶ首用水）[207]。
- 1634年（寛永11年）8月4日 - 前田利常が徳川家光より加賀越中能登三ヶ国総計119万2千7百石の所領を安堵される[199]。
- 1638年（寛永15年） - この年、一国一城令によって金沢城、小松城、富山城以外の前田家城郭を破却する[194]。『三州志』曰く、「今年日本中一国一城タルヘキノ旨諸侯ヘ官命アリ（中略）故ニ三州ノ諸旧城ヲ廃シ是ヨリ金沢小松富山ノ三城ノミ封内ニ存ス」[208]。
- 1639年（寛永16年）6月20日 - 前田利常致仕により小松22万石を領してその養老領とし、前田光高に80万石（いわゆる加賀藩）を与えてこれを継承せしめ、また前田利次に10万石（いわゆる富山藩）を、前田利治に大聖寺7万石（いわゆる大聖寺藩）を与えてその支藩となす[199][194]。いわゆる富山藩の領地は越中国婦負郡のうち6万石、越中国新川郡浦山一帯の1万6千8百石、越中国新川郡富山町周辺の3千2百石、加賀国能美郡のうち2万石であったが、浦山周辺を除く新川郡一帯は前田利常領であり、礪波郡及び射水郡は前田光高の領であった[24]。
- 1640年（寛永17年）10月 - 前田利次、初めて富山城に入る[199]。
- 1641年（寛永18年） - この年、前田利常が立山の本社を再興する[199]。
- 1642年（寛永19年）夏 - 越中に飢饉あり[194]、『三州志』曰く「今夏米価騰踊道路饑荸多シ」[208]。
- 1645年（正保元年） - この年、高岡瑞龍寺に前田利長の墓を築く（前田利長墓所）[209]。
- 1718年（享保3年）- 将軍徳川吉宗に、鮎の鮨と鱒の鮨（鱒寿司）を献上する。
- 1816年（文化13年）- 富山藩が売薬業統轄の役所として「反魂丹役所」を設置する。
- 1858年4月9日（安政5年2月26日）- 安政飛越地震が立山地域で発生する。

### 明治時代
- 1871年
  - 8月29日（明治4年7月14日） - 廃藩置県によって富山藩の領域（おおむね神通川流域）が富山県（旧県）となる。
  - 12月31日（明治4年11月20日） - 金沢県（第一次）礪波郡及び新川郡を編入し、同時に富山県（旧県）を新川県に改称、県庁所在地を魚津とする。
- 1872年10月29日（明治5年9月27日） - 七尾県射水郡を編入。旧越中国全域が一つの県となり、同時に県庁が魚津から富山に移る。
- 1876年（明治9年）4月18日 - 新川県が石川県に強制編入される。
- 1877年（明治10年） - 魚津に県内最初の電信分局が架設される。
- 1881年（明治14年）
  - 5月 - 東部の越中自治党、高岡の越中義塾、石動の北辰社が合同し、越中改進党を結成する。
  - 12月19日 - 越中国礪波郡出身の司法省役人、石崎謙が代表となって「分県丿議」（分県の嘆願書）を元老院議長寺島宗則に直訴提出する。
- 1882年（明治15年）9月 - 有志を代表して、越中改進党幹事の米沢紋三郎と入江直友らが上京し、内務卿山田顕義らに「分県之建白」を提出嘆願する。
- 1883年（明治16年）5月9日 - 「明治16年太政官布告第15号 富山佐賀宮崎三縣設置」により、佐賀県、宮崎県の分県とともに、旧越中国及び旧新川県一円（越中4郡）を富山県として再び設置。この日をもって現行の富山県の置県とする。

- 1883年（明治16年）6月7日 - 安田善次郎が富山県為替方となる。
- 1889年（明治22年）
  - 4月1日 - 市制・町村制施行により、富山市・高岡市が発足する。
  - 7月30日 - 伏木港が特別輸出港となる。
- 1894年（明治27年）
  - 2月1日 - 共立薬学校が開校する。
  - 8月4日 - 日清戦争開戦に伴い、陸軍歩兵第7連隊が出兵する。
- 1896年（明治29年）- 放生津の新湊汽船会社により、伏木港 - 中国大陸間の定期航路を開始する。
- 1897年（明治30年）5月4日 - 県内初の鉄道（中越鉄道の黒田 - 福野間（現・城端線））開通。
- 1899年（明治32年）
  - 3月20日 - 官営鉄道北陸線（現・あいの風とやま鉄道線）が富山駅まで延びる。
  - 4月2日 - 北陸で初めての電力事業会社、富山電灯が富山市内に電灯供給を始める。
- 1904年（明治37年）
  - 2月11日 - 日露戦争により、中国大陸航路の汽船「奈呉浦丸」がロシア海軍によって撃沈される。
  - 5月9日 - 日露戦争により、北陸3県の兵で構成される陸軍第9師団に動員令発令される。
- 1907年（明治40年） - 石黒岩次郎によって米の新品種「銀坊主」発見される。
- 1908年（明治41年）11月16日 - 北陸線、呉羽 - 富山間経路変更、富山駅移転。富山線、富山 - 魚津間が開業する。
- 1909年（明治42年）4月 - 神通大橋が竣工する。

### 大正時代

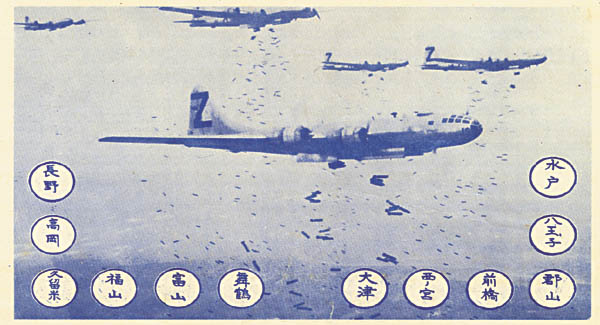
1945年8月1日に日本全国の都市に投下されたアメリカ軍による空襲予告の伝単。左下3番目に「富山」の文字が書かれている。

- 1912年（大正元年）9月22日 - 暴風雨により、県内で死者24人。
- 1913年（大正2年）
  - 北陸本線が全線開通する。
  - 9月1日 - 一府八県連合共進会の第2会場として下新川郡魚津町大町（現・魚津市新角川）に日本で最初の水族館である魚津水族館が創設される。
- 1914年（大正3年）
  - 4月9日 - 陸軍歩兵第69連隊が朝鮮へ出兵。
  - 10月10日 - 同年8月13日に発生した水害を機に、岐阜県のうち大野郡、吉城郡を合併する構想を発表し、11月には大隈重信内務大臣に意見書を提出。後に岐阜県側の反対により頓挫した[210]。
- 1916年（大正5年）4月1日 - 安田善次郎の寄付により、富山市立富山工業学校（現・富山県立富山工業高等学校）が開校。
- 1917年（大正6年） - コレラが流行。8月だけでも死者329人[211]。
- 1918年（大正7年）
  - 7月23日 - 魚津大町で主婦が米の移出阻止を求める。（後に米騒動として発展）
  - 8月7日 - 米騒動を全国に打電した『高岡新聞』が発禁となる。
- 1920年（大正9年）11月18日 - 伏木 - ウラジオストク間航路が開業する。
- 1921年（大正10年）9月26日 - 台風により漁業従事者約900人が遭難[212]。
- 1923年（大正12年）
  - 3月15日 - 富岩鉄道（他社との合併を経て現：富山地方鉄道）が設立される。
  - 9月1日 - 関東大震災により、富山県が震度4の地震に遭う。
- 1924年（大正13年）4月15日 - 馬場はるの寄付により、旧制富山県立富山高等学校（現・富山大学）が開校。

### 昭和時代
- 1930年（昭和5年） - 国勢調査人口で、石川県を抜いて北陸3県で最大の人口を擁する県となる。（1980年国勢調査まで）
- 1933年（昭和8年）10月8日 - 富山飛行場が開場する。
- 1934年（昭和9年）11月13日 - 神通球場（現・富山県立富山中部高等学校グラウンド）で「日米対抗野球大会」が開催される。
- 1935年（昭和10年）
  - 1月 - 富岩運河が完成する。
  - 8月17日 - 富山県庁新庁舎が竣工。
- 1936年（昭和11年）4月15日 - 6月8日 - 日満産業大博覧会、富山市で開催される。
- 1937年（昭和12年）12月15日 - 富山県合同労働組合が解体される。
- 1938年（昭和13年）11月 - 日中戦争激化で戦時体制強まり、不二越が軍共同管理工場になる。
- 1942年（昭和17年）9月14日 - 細川嘉六が体制批判論文を掲載し、検挙される。
- 1944年（昭和19年）1月18日 - 不二越など、県内の主な工場が軍事工場に指定される。
- 1945年（昭和20年）8月2日 - 太平洋戦争下の富山大空襲により、富山市街地が壊滅的な被害を受ける。延焼率は99.5%で、全国最悪であった。

- 1945年（昭和20年）

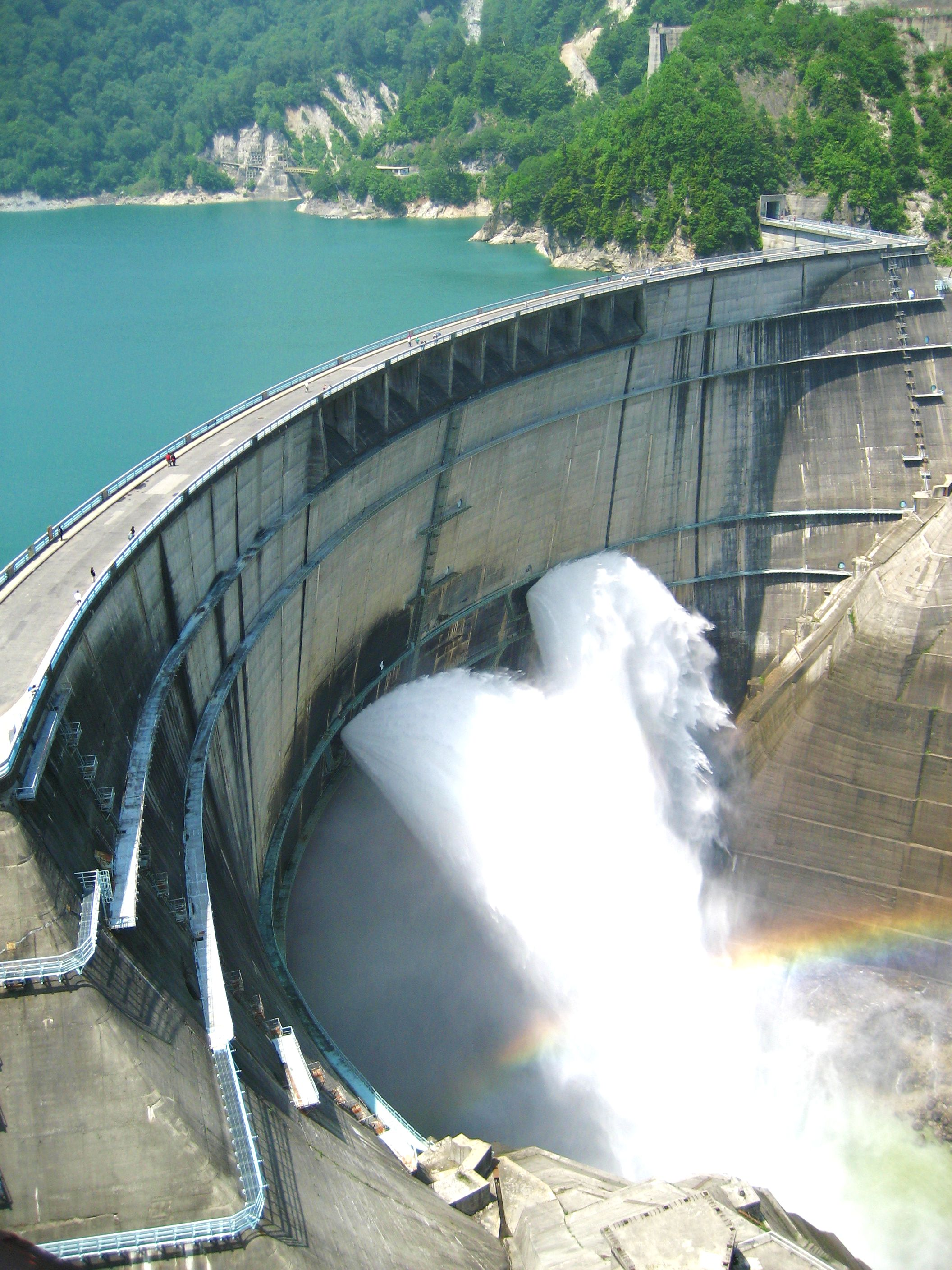
1963年に完成した黒部ダム

  - 10月28日 - 敗戦に伴い、アメリカ第6軍が富山県に進駐する。
  - 12月20日 - 富山軍政部が電気ビルに設置される。
  - 魚津に吉田工業株式会社 (YKK) が設立される。
- 1947年（昭和22年）10月30日 - 昭和天皇が富山県に行幸。
- 1951年（昭和26年）5月1日 - 電力事業再編の中、山田昌作らの尽力により北陸電力が設立される。
- 1952年（昭和27年）6月12日 - 駐留米軍が富山県を離れる 。
- 1954年（昭和29年）4月11日 - 6月4日 - 富山産業大博覧会が開催される。
- 1955年（昭和30年）
  - 魚津埋没林が特別天然記念物に指定される。
  - 4月14日 - 第一回全国チンドンコンクールが開催される。
  - 8月4日 - イタイイタイ病が初めて報告される。
- 1956年（昭和31年）
  - 9月9日 - 富山天文台が完成する。
  - 9月10日 - 魚津市で魚津大火が発生。当時の市街地の大半が焼失。
- 1958年（昭和33年）9月14日 - 9月17日 - 富山国体が開催される。
- 1961年（昭和36年）1月15日 - 関西電力黒部川第四発電所が営業運転を開始する。
- 1963年（昭和38年）
  - 1月 - 昭和38年豪雪。
  - 8月20日 - 富山市の神通川河川敷に富山空港が開港する。
- 1964年（昭和39年）5月 - 富山県の事業として、太閤山団地の造成が開始される。
- 1967年（昭和42年） - 富山地方鉄道本線高架線と、日本海側初の高架駅舎が魚津に完成する。
- 1968年（昭和43年）4月21日 - 富山新港が開港する。
- 1971年（昭和46年）6月1日 - 立山黒部アルペンルート全線開通。
- 1980年（昭和55年）2月23日 - 富山・長野連続女性誘拐殺人事件（警察庁広域重要指定111号事件）。県立八尾高校3年生の女子生徒（当時18歳）が富山駅付近で行方不明になり、3月6日に岐阜県吉城郡古川町（現：飛騨市）で絞殺死体となって発見される[213]。
- 1981年（昭和56年）冬 - 五六豪雪。
- 1983年（昭和58年）9月23日 - 第一回国際アマチュア演劇祭を開催。
- 1984年（昭和59年）4月28日 - 富山市ファミリーパーク（動物園）開園。
- 1988年（昭和63年）7月30日 - 北陸自動車道が全線開通する。

### 平成時代
- 1992年（平成4年）

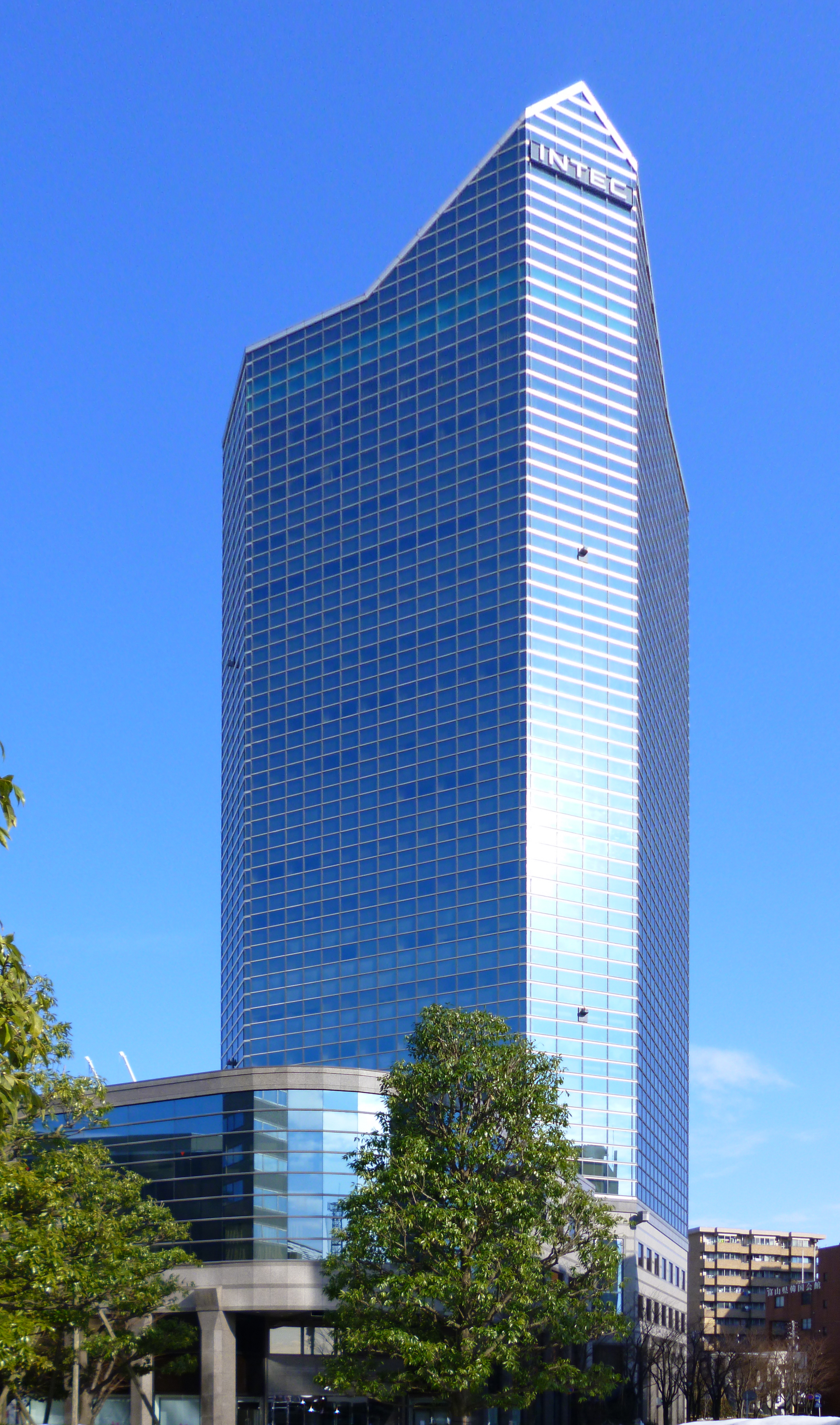
1990年代初頭に整備が進んだ富山駅北地区のランドマーク「タワー111」

  - 3月28日 - 東海北陸自動車道福光IC - 小矢部砺波JCT間開通により北陸自動車道と接続する。
  - 7月1日 - 富山市民球場アルペンスタジアム竣工。
  - 7月10日 - ジャパンエキスポ、射水郡小杉町（現・射水市）の太閤山ランドにて開催。
- 1996年（平成8年）3月28日 - 能越自動車道福岡IC - 小矢部砺波JCT間が開通する。
- 2000年（平成12年）
  - 2000年とやま国体が開催される。
  - バレーボール世界選手権が開催される。
- 2002年（平成14年）10月19日 -ノーベル化学賞を受賞した田中耕一が来県し、県知事など出迎える。
- 2005年（平成17年）12月 - 2006年（平成18年）1月 - 平成18年豪雪。山地を中心に豪雪被害。
- 2006年（平成18年）4月29日 - 富山市に日本初の本格的LRTである富山ライトレール富山港線が開業する。
- 2007年（平成19年）3月25日 - 能登半島地震で震度5弱を観測。県内でも負傷者が出る。県内で震度5以上の揺れを観測したのは1930年以来77年ぶりとなる。
- 2008年（平成20年）7月5日 - 東海北陸自動車道が全線開通する。
- 2009年（平成21年）12月23日 - 富山市において路面電車の富山地方鉄道富山都心線が完成する。
- 2012年（平成24年）9月8日 - 日本海に面する10府県（秋田県、山形県、新潟県、富山県、石川県、福井県、京都府、兵庫県、鳥取県、島根県）が合同で海洋エネルギー資源開発促進日本海連合を設立[214][215][216][217]。
- 2015年（平成27年）
  - 2月28日 - 能越自動車道七尾氷見道路全線開通、小矢部砺波JCTから石川県の七尾ICまで1本で繋がることとなった。
  - 3月14日 - 北陸新幹線長野 - 金沢間開通（同時に富山駅現駅舎の部分開業、黒部宇奈月温泉駅・新高岡駅の新規開業、路面電車の富山軌道線の富山駅高架下乗り入れ開始）。これに伴い並行在来線となる北陸本線の富山県内区間を西日本旅客鉄道（JR西日本）から第三セクターのあいの風とやま鉄道へ移管。
- 2016年（平成28年）5月15日・16日 - 第42回先進国首脳会議「伊勢志摩サミット」のG7富山環境大臣会合が富山市で開催された。G7及びEUの環境担当大臣や関係国際機関の大臣などが国際社会が直面する主要な環境問題に関する意見交換をし、「富山物質循環フレームワーク」が採択された。
- 2017年（平成29年）8月26日 - 富山県美術館が全面開館。
- 2018年（平成30年）6月28日 - 富山市奥田交番襲撃事件が発生。

### 令和時代
- 2020年（令和2年）
  - 3月21日 - 富山軌道線及び富山港線の南北接続運転開始。
  - 4月16日 - 新型コロナウイルスの全国的な感染拡大を受けて、緊急事態宣言の対象地域となる[218]。同年5月14日解除となったものの、2021年時点においても終息には至っていない[219]。県内の状況についてはこちらを参照。
- 2021年（令和3年）1月 - 強い冬型の気圧配置により記録的な豪雪となった[220]。富山市では10日2時に積雪が128センチに達するなど県内各地で1メートルを超す積雪を記録。これにより交通が大きく乱れ、ライフラインや農業施設の被害、人的被害が発生した[221]。

## 人口
富山県は都市雇用圏として県全体が富山都市圏に属している（2015年）。都市圏の中心である富山市とその周辺自治体は人口減が緩慢だが、県西部・東部は減少率が高く県下第二の都市である高岡市さえも例外ではない。

富山県市町村人口増減率分布図（2015年度と2020年度国勢調査から算出）
増加
5.0 - 7.49 %
減少
0.0 - 2.5 %
2.5 - 5.0 %
5.0 - 7.5 %
7.5 - 9.99 %

| 増加 5.0 - 7.49 % | 減少 0.0 - 2.5 % 2.5 - 5.0 % 5.0 - 7.5 % 7.5 - 9.99 % |

| |                                        |  |
| 富山県と全国の年齢別人口分布（2005年） | 富山県の年齢・男女別人口分布（2005年） |  |
| ■紫色 ― 富山県 ■緑色 ― 日本全国 | ■青色 ― 男性 ■赤色 ― 女性              |  |
| 富山県（に相当する地域）の人口の推移 \| 1970年（昭和45年） \| 1,029,695人 \| \| \| 1975年（昭和50年） \| 1,070,791人 \| \| \| 1980年（昭和55年） \| 1,103,459人 \| \| \| 1985年（昭和60年） \| 1,118,369人 \| \| \| 1990年（平成2年） \| 1,120,161人 \| \| \| 1995年（平成7年） \| 1,123,125人 \| \| \| 2000年（平成12年） \| 1,120,851人 \| \| \| 2005年（平成17年） \| 1,111,729人 \| \| \| 2010年（平成22年） \| 1,093,247人 \| \| \| 2015年（平成27年） \| 1,066,328人 \| \| \| 2020年（令和2年） \| 1,034,814人 \| \| |                                        |  |
| 総務省統計局 国勢調査より |                                        |  |
| 1970年（昭和45年） | 1,029,695人                            |  |
| 1975年（昭和50年） | 1,070,791人                            |  |
| 1980年（昭和55年） | 1,103,459人                            |  |
| 1985年（昭和60年） | 1,118,369人                            |  |
| 1990年（平成2年） | 1,120,161人                            |  |
| 1995年（平成7年） | 1,123,125人                            |  |
| 2000年（平成12年） | 1,120,851人                            |  |
| 2005年（平成17年） | 1,111,729人                            |  |
| 2010年（平成22年） | 1,093,247人                            |  |
| 2015年（平成27年） | 1,066,328人                            |  |
| 2020年（令和2年） | 1,034,814人                            |  |

### 都市
富山県内市別人口ランキング
富山県内市別人口密度ランキング（2016年（平成28年）現在）
1. 射水市（1,990人/km2）
2. 高岡市（1,940人/km2）
3. 滑川市（1,650人/km2）
4. 砺波市（1,250人/km2）
5. 富山市（337人/km2）

## 政治

### 県政

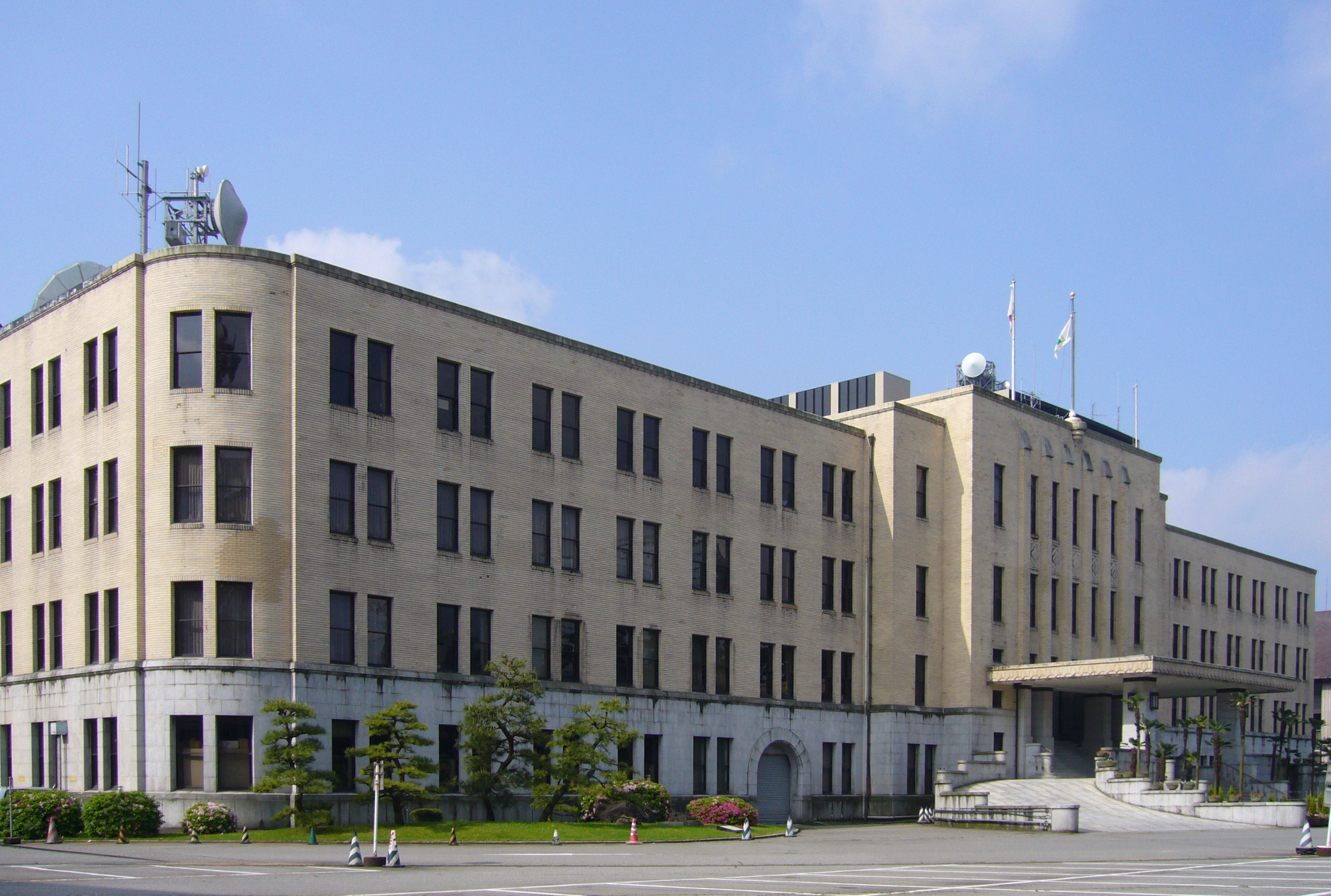
富山県庁

#### 歴代知事（公選）
- 初代 館哲二（1947年4月19日〜1947年11月15日、1期）
- 2代 高辻武邦（1948年11月23日〜1956年9月30日、2期）
- 3代 吉田実（1956年9月30日〜1969年12月1日、4期）
- 4代 中田幸吉（1969年12月30日〜1980年9月18日、3期）
- 5代 中沖豊（1980年11月11日〜2004年11月8日、6期）
- 6代 石井隆一（2004年11月9日〜2020年11月8日、4期）
- 7代 新田八朗（2020年11月9日〜、1期目）

#### 財政

##### 平成24年度
- 財政力指数 0.43

##### 平成23年度
- 財政力指数 0.44

##### 平成22年度
- 財政力指数 0.46

##### 平成21年度
- 財政力指数 0.48

##### 平成20年度
- 財政力指数 0.48

##### 平成19年度
- 財政力指数 0.45

##### 平成18年度
- 財政力指数 0.4159
- 標準財政規模 2647億円
- 普通会計歳入 5206億円
- 経常収支比率 94.5%
- 人口一人当たり地方債残高 89万6267円 普通会計分のみ
- 実質公債費比率 16.3%
- ラスパイレス指数 96.3

地方債等の残高
- 1 普通会計分の地方債 9954億円
- 2 上記以外の特別会計分の地方債 902億円
- 3 第三セクター等の債務保証等にかかわる債務 264億円

地方債等の合計 1兆1120億円 （連結会計）

##### 平成17年度
- 財政力指数 0.37

#### 広域行政
富山県内における広域行政の主な形態は以下の通り。
東部
- 富山地区広域圏事務組合（富山市・滑川市・上市町・立山町・舟橋村） - ごみ処理
- 中新川広域行政事務組合（上市町・立山町・舟橋村） - 下水道、介護保険
- 新川広域圏事務組合（魚津市・黒部市・入善町・朝日町） - ごみ処理、し尿処理、斎場

西部
- 砺波広域圏事務組合（砺波市・南砺市） - ごみ処理、救急医療、上水道、ケーブルテレビ事業（ケーブルテレビ事業に限り小矢部市も含む）
- 砺波地域消防組合（砺波市・南砺市・小矢部市） - 広域消防
- 高岡地区広域圏事務組合（高岡市・小矢部市・氷見市） - ごみ処理、ソフト事業（広域観光など）

## 経済・産業

### 産業

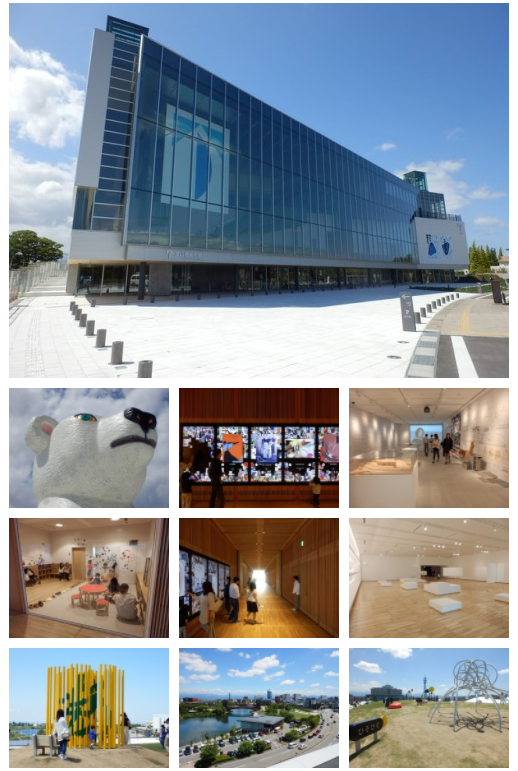
富山県美術館

富山県は古来より米所であった。特筆すべき資源として、豊富な水資源とそれを利用した水力発電がある。富山県は明治から昭和にかけてこの電力を生かして第一次産業から第二次産業、つまり日本海側屈指の工業地域北陸工業地域へと産業シフトを果たした。第三次産業の情報処理業はインテックなど企業向けの事業者がバックボーンである。一方で美術（アート＆デザイン）への関心が比較的高く、多くの美術館や、地方としては珍しいアニメ制作会社（P.A.WORKS）がある。

#### 第一次産業

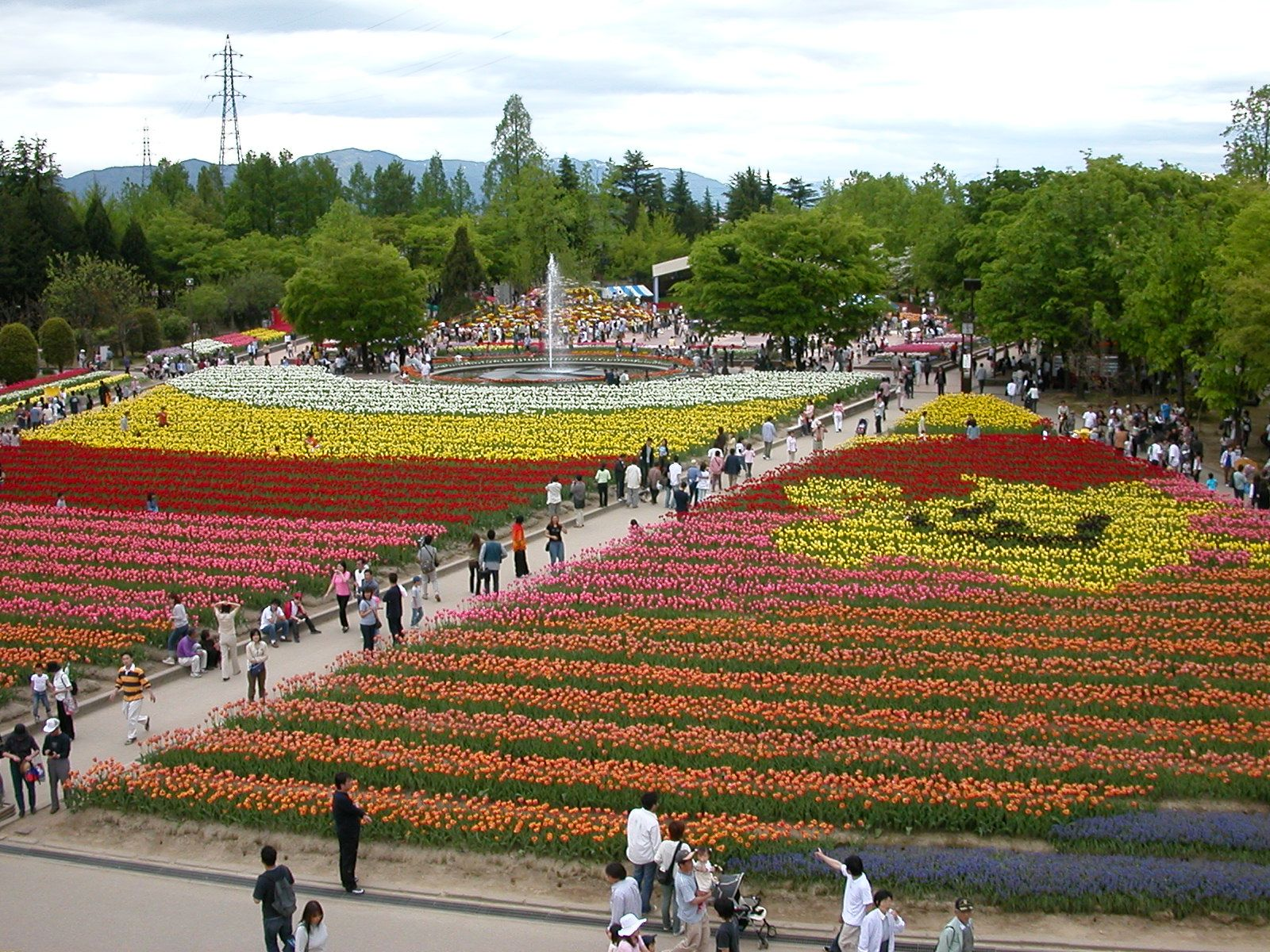
チューリップフェア

農地は減少傾向にあるが、耕作地における水田率は全国1位 (95.9%)。明治時代から続く砺波地区やその後に発展した入善地区においてはチューリップの栽培が盛んであり、異彩を放っている。北部に占める富山湾の恩恵により、漁業も盛んであったが、近年は定置網漁を除く、その他の漁業は衰退の傾向にある。しかし、国民のグルメ指向と輸送時間の短縮化により、従来は移送が不可能であったシロエビなど、今まで売れなかった商品が注目されている。
- 農業：米、砺波のチューリップ、福光の干し柿、入善のジャンボ西瓜（黒部西瓜）
- 漁業 - 富山湾は「天然のいけす」と呼ばれるほど豊かな漁場で[223]、漁業や魚介類を使う水産加工・食品産業（鱒寿司など）が発達している。他県に無い特色としては伝統的なブリ定置網漁、日本唯一の群泳海域を持つホタルイカ漁、保存技術の発達で可能になったシロエビ漁など。また、元々は捨てられていたゲンゲ（幻魚）は網に掛かったものが食用とされている。カニ籠漁は魚津が発祥である。
- 林業 - 山の大半が国立公園のため、あまり盛んではない。[要出典]

#### 第二次産業

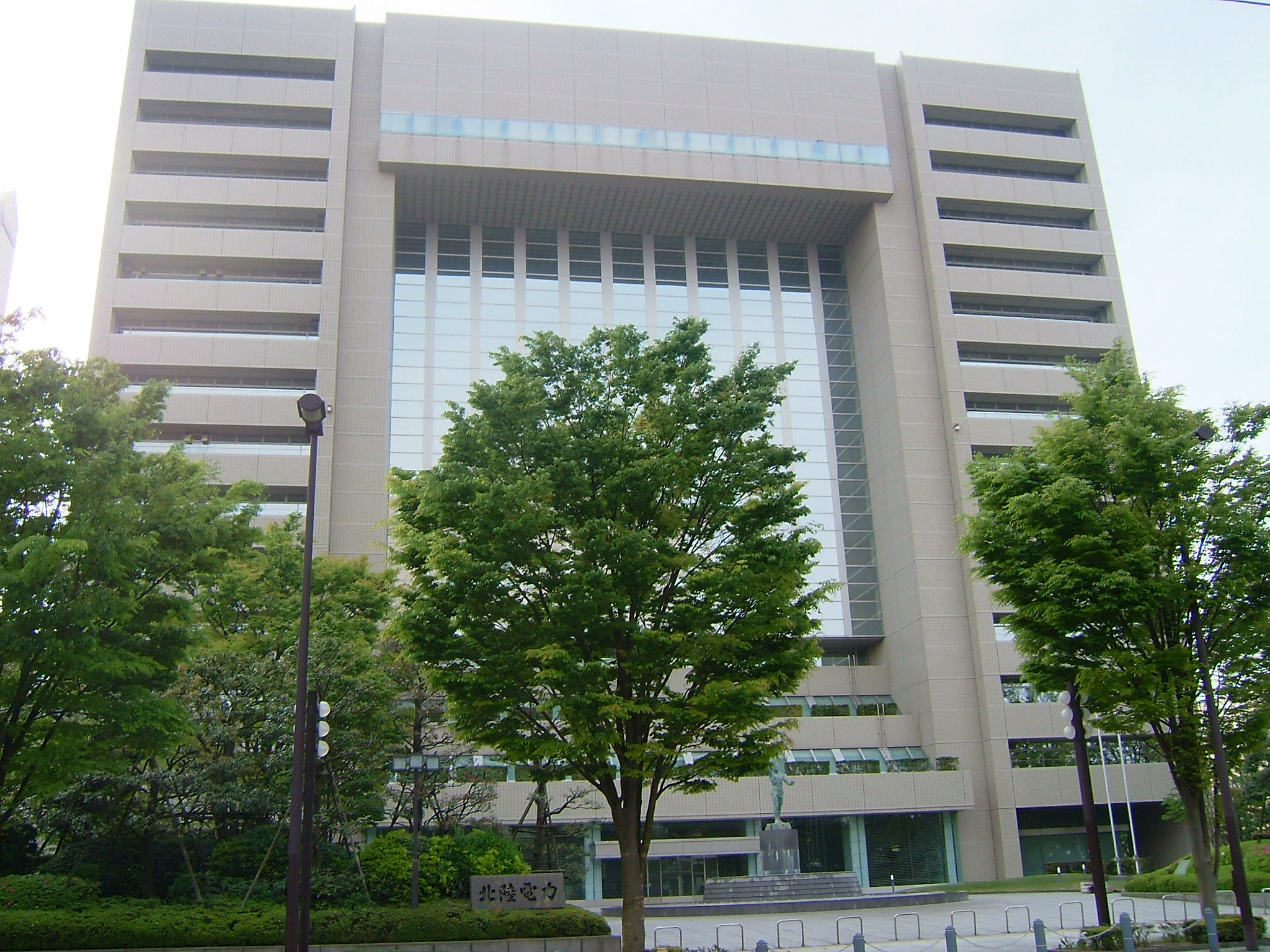
北陸電力本店

富山県は日本海側最大の工業集積地であり、北陸工業地域の中核である。ライフラインや銀行の本店があり、北陸経済の重要な拠点となっている。
立山連峰の豊富な水資源と水力発電を利用して産業が発達している。特に電気料金は北陸電力が日本で最も安い電気料金を実現しており、多量の電気を必要とするアルミニウム精錬とその関連産業が栄えてきた。臨海部を中心として石油精製、重化学工業、各種電気製造が発達している。特定重要港湾の伏木富山港では大量の原料の輸入と製品の輸出が行われている。
「越中の薬売り」の伝統から医薬品の製造・販売が盛んである。製薬業は景気後退や高齢化の進行に強い。ジェネリックブームの恩恵もあり、平成不況の中でも安定している。
- 製造業
  - 合金加工 - アルミ（アルミサッシ生産シェア国内第1位 YKK AP、三協・立山HD、新日軽）、銅（製品国内シェア第1位）、鉄（合金鉄（フェロアロイ）シェア国内1位）、マグネシウムなど。
  - 工業機械 - 自動車部品、ベアリング（生産シェア国内第4位 不二越）、精密工作機械（タービン工作機械世界シェア25%、半導体ポリッシングマシン世界シェア1位）、産業用ロボット（世界シェア5位）
  - 電気機器 - 電子部品（スイッチング電源国内シェア2位、3軸加速度センサー、抵抗器ほか）、家電製品、半導体大規模集積回路（CCD/MOSイメージセンサ、AV/通信向けマイクロコンピュータ (32bit/64bit)、液晶/PDPドライバなど、パナソニックの国内最大拠点）、化合物半導体ディスクリートデバイス
  - 造船 - 日本海側では数少ないドライドック設備有り
  - 建設 - 総合建設業、鉄骨橋梁（川田工業）、各種プラント建設
  - 化学工業 - 化学原料（塩酸、硫酸など）、化学肥料、ポリカーボネート製品、ポリ塩化ビニル製品、人工イクラ
  - ファスナー - 世界シェア1位 (YKK)
  - 製薬 - 医療用総合医薬品製造、薬品原料（インドメタシンなど）、漢方薬、外用剤、各種研究施設多数。また、生産した家庭薬の配置薬業（置き薬）も富山の売薬として江戸時代から有名である。
  - その他 -製油、紡績、野球用バット
- 電力業-北陸電力、関西電力（富山・新潟・長野一帯には、黒部ダムなど水力発電関連の関西電力の施設がある）

#### 第三次産業

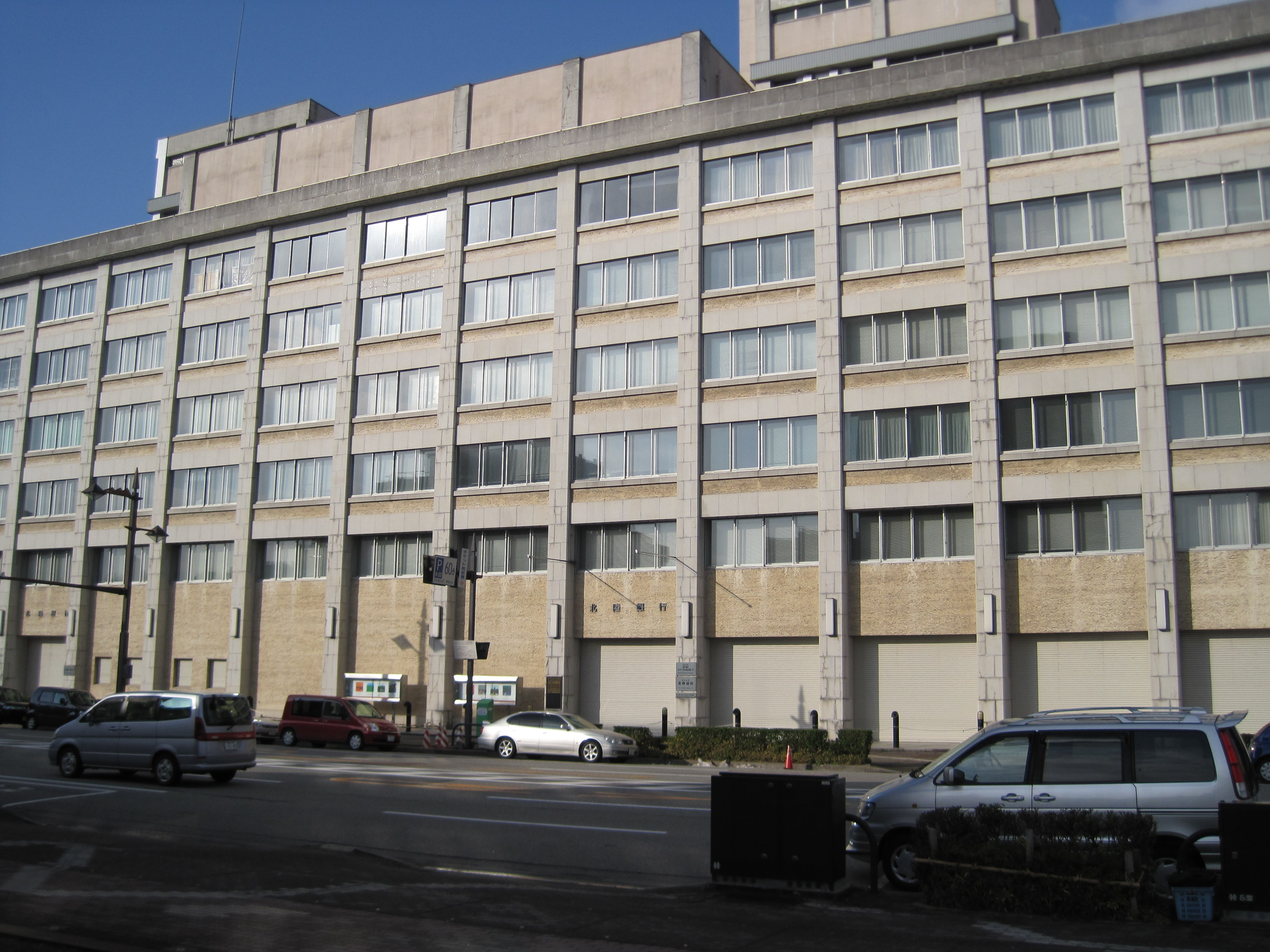
北陸銀行本店

- 金融：北陸銀行（ほくほくフィナンシャルグループを含めて地方銀行2位）
- 陸運業：トナミ運輸
- 海運業：日本海沿岸国家との交易（鉱石、原油、工業製品、木材、中古車）
- 観光業：立山黒部アルペンルート、黒部峡谷鉄道、宇奈月温泉
- 情報処理業：インテック

##### 商業

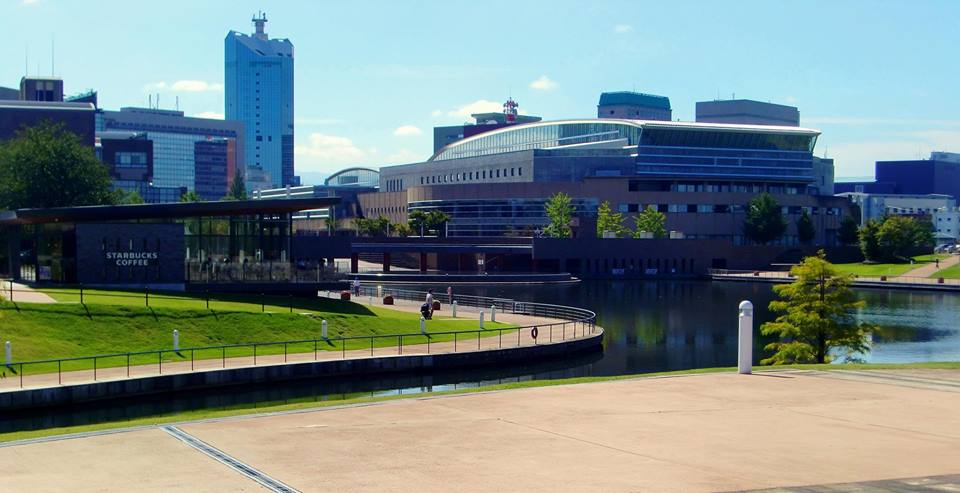
スターバックス富山環水公園店

県外への輸出は伝統的に富山の売薬やブリ街道が有名である。古くから北前船で知られる日本海側貿易の中継拠点であったが、現代ではさらに環日本海貿易の拠点として発達し、中古車などの取引拠点となっている。
県内商業としては伝統的には富山市の総曲輪（そうがわ）などの中心市街地が栄えていた。近年では車社会化（モータリゼーション）が進行し、幹線道路沿いの郊外店が主流となっている。それに伴い大型店舗化が進行している。富山市と高岡市の商圏は県内のみならず岐阜県飛騨地方や新潟県上越地方をも収めるが、隣県の石川県金沢市の商圏と競合関係にある。

### その他産業
- 海洋資源：企業製品向け海洋深層水の取水

## 施設

### 警察
- 富山県警察

### 消防
単独設置
- 富山市消防局（富山市）
- 高岡市消防本部（高岡市・氷見市（被委託））
- 射水市消防本部（射水市）
- 立山町消防本部（立山町）

組合設置
- 砺波地域消防組合（砺波市、南砺市、小矢部市）
  - 2011年4月1日に、砺波広域圏事務組合の消防業務と小矢部市消防本部を統合して設置された消防組合。
- 富山県東部消防組合（魚津市、滑川市、上市町、舟橋村）
  - 舟橋村は常備消防が未設置で救急業務のみを立山町に委託していたが、組合加入により委託を取り止めることになった。
- 新川地域消防組合（黒部市、入善町、朝日町）

## 交通

### 空港
- 富山空港（愛称：富山きときと空港、富山市）
  - 富山市市街地や北陸自動車道富山IC、国道41号・359号から近い。

### 道路
道路整備率は72.5%（令和2年）と全国で最高水準にある一方で、混雑率は大都市圏よりはるかに低い（1,079台/124時間）。
- 高規格幹線道路（高速道路）
  - 高速自動車国道
    - 北陸自動車道
    - 東海北陸自動車道

  - 一般国道自動車専用道路
    - 能越自動車道
      - 高岡砺波道路
      - 氷見高岡道路
      - 七尾氷見道路
- 一般国道
  - 国道8号
  - 国道41号
  - 国道156号
  - 国道160号
  - 国道304号
  - 国道359号
  - 国道360号
  - 国道415号
  - 国道471号
  - 国道472号
- 県道
  - 富山県の県道一覧を参照

### 鉄道
JRグループ旅客2社の路線と、旅客営業を行っている私鉄事業者が5社ある。2023年現在、日本の都道府県では唯一、県内のすべての自治体に鉄道駅が存在する。モータリゼーションの進行で在来線が衰退傾向にある一方で、ライトレール専用路線が新設されるなど先進的な試みもなされている。
2015年には北陸新幹線が金沢駅まで延伸開業したことで、県内では黒部市に黒部宇奈月温泉駅、富山市に富山駅、高岡市に新高岡駅の各駅が設置された。これに伴い、JR在来線幹線であった北陸本線は県内の全区間があいの風とやま鉄道に経営分離されたため、元々JR路線のない沖縄県を除く46都道府県で初めてJR在来線の幹線が存在しない県となり、JRの在来線で複線区間と電化路線が存在しないのも徳島県、高知県に次ぐ3県目になった。
なお、県内を通る普通列車の本数は富山市近郊を除いて毎時1本以下。

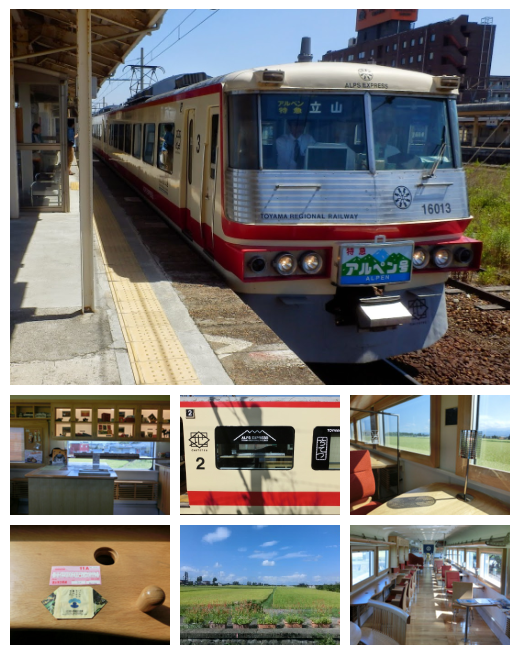
富山地方鉄道 観光列車「ALPS EXPRESS」

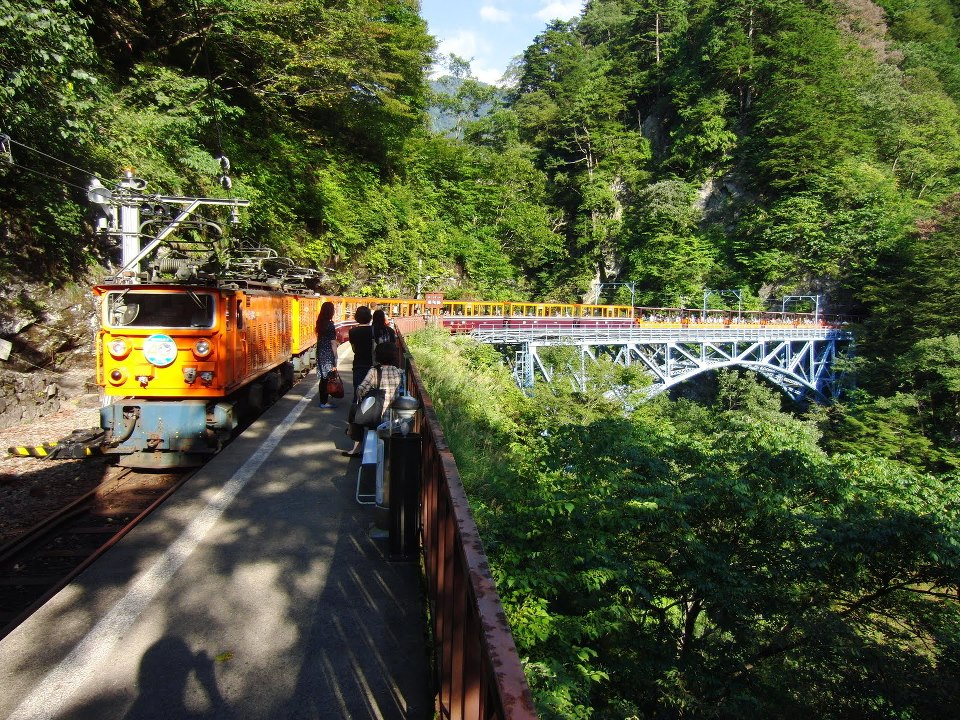
黒部峡谷鉄道トロッコ電車

西日本旅客鉄道（JR西日本）
- 北陸新幹線
- 高山本線
- 城端線
- 氷見線

東海旅客鉄道（JR東海）
- 高山本線

日本貨物鉄道
- 新湊線

あいの風とやま鉄道
- あいの風とやま鉄道線

富山地方鉄道
- 本線
- 立山線
- 不二越・上滝線
- 富山軌道線
- 富山港線

万葉線
- 新湊港線
- 高岡軌道線

立山黒部貫光
- 黒部ケーブルカー
- 無軌条電車線
- 立山ケーブルカー

関西電力グループ
- 関西電力
  - 黒部上部トロッコ
  - 黒部下部トロッコ
  - 黒部インクライン
- 黒部峡谷鉄道
  - 本線

国土交通省
- 立山砂防トロッコ

水口建設産業
- 小口川軌道

### 路線バス
- 富山地方鉄道
- 加越能バス
- 立山黒部貫光（立山高原バス）
- 西日本ジェイアールバス（名金線）

### 港

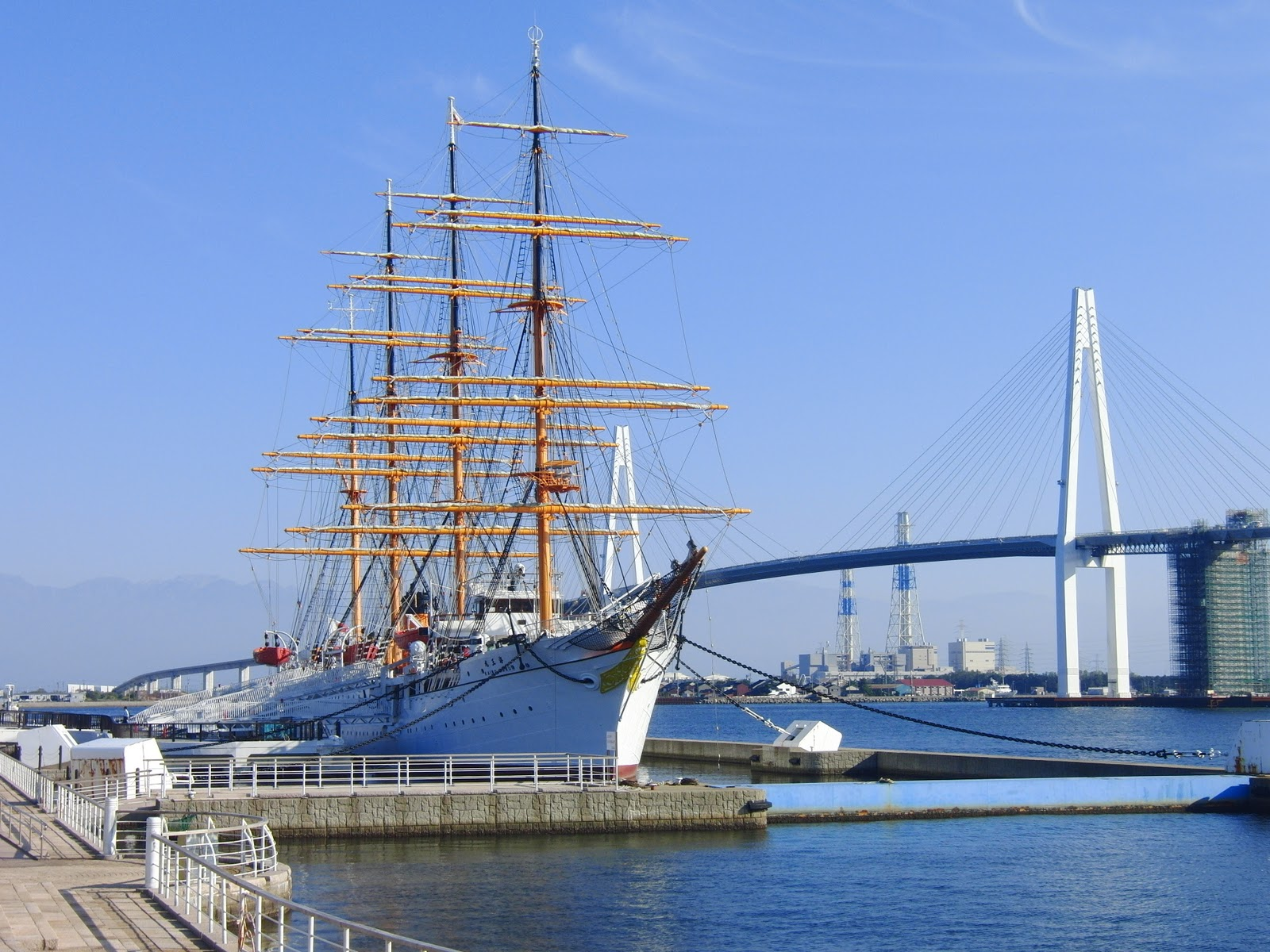
富山新港と海王丸

富山湾に設けられた湾港群は、古くより沿岸貿易路の中継拠点であった。現代では環日本海貿易のハブ（中継路）として、そして北陸工業地帯と世界をアクセスする。
富山湾は黒潮親潮の潮境が生み出す豊穣な漁場であるため、漁港としても重要である。
- 重要港湾
  - 伏木富山港（特定重要港湾 : 富山市・射水市・高岡市）
- 地方港湾
  - 魚津港

## 医療・福祉
災害拠点病院
- 富山県災害拠点病院

保育所
- 富山県保育所一覧

## 教育

### 教育機関
専修学校
- 富山県専修学校一覧

特別支援学校
- 富山県特別支援学校一覧

高等学校
- 富山県高等学校一覧

中学校
- 富山県中学校一覧

小学校
- 富山県小学校一覧

幼稚園
- 富山県幼稚園一覧

### 学校登山
今も昔も縁の下の力持ちとして物事を成し遂げるような我慢強い県民性の基となっている。
- 江戸時代 - 県民の今も昔も心の中に立山が存在し、心の拠り所になっている。本県でのかっての立山禅定登山の伝統に時は遡ること江戸時代、旧越中国の多くの村では、男子は15歳又は16歳になると成人儀礼として集団で立山（雄山）も登拝する風習があり、この立山詣りで一人前と認められた。日本での学校登山の草分けである。

- 戦国時代 - 富山県は、散居景観（散居村）で知られる砺波平野（となみへいや）に所在する。戦国時代には加賀一向一揆が越中へ浸透し、上杉謙信が越中を平定した。散居景観は、加賀一向一揆を引きずった結果という説もある。

- 明治時代以降 - 明治以来、富山県内の小学校で、学校行事として立山で学校登山が行われてきた。富山中学校では、大正4年から学校登山が行われたが、教師3名の引率で全校生徒から希望者を募って、30名近くの生徒が参加した。また、約百名の希望者がいて立山登山へのあこがれが強かったという。

- 昭和期 - 昭和期になると登山ブームが起きて、県外から登山客が激増し、子どもたちが山小屋に到着した時には、満員で宿泊を断られるような危険性と隣り合わせだった。さらに、当時は煙たく、八畳に25人で横になることもできない状態だったようで、逃げるように翌朝早く小屋を出発したとある。この体験から、雇った案内人４人の内、二人を先に行かせて宿を確保するようにしたとある。昭和9年に藤橋まで軌道が利用できるようになって、1日目に室堂まで行けるようになり1日短縮するも、一日の行程が延びただけで、小学生の足では小屋に15時までには着けない。

- 戦時中 - 戦況が悪化した昭和18年には、「健民運動夏季心身鍛練実施要項」「国民学校体練科教授要項改正」で、ついに立山登山が修練のための強制参加となった。 富山中学校では厳格な健康診断を実施して身体強健な者を少数だけ遥び3年生140名が2班に分かれ、第1隊約100名は雄山・浄土・立山温泉の2泊3日コースで、策2隊約40名が 1泊2日で雄山登頂のみのコースである。

- 戦後 - 富山市立愛宕小学校は昭和24年に立山登山を行ったが、その後昭和36年まで、小学校で立山登山は継続して行われた様子はない。小学校の先生が引率してたとはいえ、麓から歩いて3泊4日から6泊7日である。佐々成政の「さらさら越え」と比べうる。

- 立山黒部アルペンルート全通後 - 富山地方鉄道立山駅から美女平駅までの区間の立山ケーブルカーが開業したのは1954年（昭和29年）。昭和20年代の早い時期から立山登山を実施して富山市立芝園中学校では「例年落伍者が5. 6名は出た」が、教員たちは、そうした生徒を介助しながら登ったようである。 立山黒部アルペンルートが全通開通したのは、1971年（昭和46年）6月1日である。バスで室堂まで移動して一泊二日。小学校で出発式を終えて学校集団登山をして、全員無事で帰校式を終える。

- 近年 - 2003年（平成15年）7月、小学生が転落し収容先の病院で死亡が確認される事故が起こって以後、学校からの登山の計画や届出での規則が強化された。また、県教育委員会主催で県下から小学6年生を募集し「12歳立山夢登山」も行なっている。

## メディア・芸能

### 新聞社
- 北日本新聞（地方紙。1884年創刊の『中越新聞』より始まる富山県を代表する言論機関）
- 読売新聞北陸支社（実質的創業者正力松太郎が当県出身）
- 富山新聞（北國新聞富山本社が発行。石川県の地方紙である北國新聞が富山県版として発行しているもの）
- 日刊建設新報（実業建設新報社）[238]
- 富山縣市町村新聞（旬刊）[239]
- 城端時報（月刊）[240]
- 朝日新聞・毎日新聞・日本経済新聞やブロック紙の中日新聞系の北陸中日新聞も県内に取材拠点を置いている（産経新聞は富山県に取材拠点を置いていない）。通信社各社も取材拠点を置いている。

補足
富山県は全国紙の発行本社が東京本社・大阪本社とそれぞれ別になっている。
- 読売新聞の北陸支社は東京本社の管轄で、当県と石川県向けに発行しているが、紙面の内容の大半は東京本社の内容をそのまま掲載している（福井県は大阪本社管轄）。なお、読売は2011年3月から富山市の北日本新聞社の工場「創造の森 越中座」に委託しての印刷になっている。
- 朝日は、創刊当初から1989年8月まで大阪本社版が販売されていたが、1989年9月から2011年3月末まで輸送上の問題から東京本社版が販売されていた。しかし、2011年4月から富山・石川両県の同紙を中日新聞社の金沢工場で委託印刷されることに伴い21年半ぶりに大阪本社版に戻した。
- 毎日・産経・日経は元から大阪本社版が販売されている。なお、産経の県域版は掲載されていない。
- スポーツ新聞はスポーツニッポン・サンケイスポーツは大阪本社版、日刊スポーツは名古屋本社版（日刊スポーツ新聞西日本管轄）が販売されている。スポーツ報知は東京本社発行版が販売（富山市で現地印刷）されているが、公営競技など一部の記事は大阪本社で製作されたものを掲載している。ほかに中日スポーツ（中日新聞北陸本社で発行）も販売されている。

### 放送局
テレビ
- NHK富山放送局
- 北日本放送（KNBテレビ、NNN / NNS系列）
- チューリップテレビ（JNN系列）
- 富山テレビ放送（BBT、FNN / FNS系列）

補足
- 県内を放送対象地域とするANNならびにTXN系列局はないが、ANNについてはキー局のテレビ朝日が取材拠点（テレビ朝日富山支局）を置いており、TXNについてはキー局のテレビ東京が駐在を置いて対応する。
- 隣接する石川県の全ての民放テレビ局が県内に拠点を置いている（北陸放送富山支社[241]・石川テレビ放送富山支局[242]・テレビ金沢富山支社[243]・北陸朝日放送富山営業支局[244]）。
- 東海・北陸地方では唯一民放局における終夜放送を実施していない県でもある。

ラジオ
- NHK富山放送局
- 北日本放送（KNBラジオ、NRN・JRN系列）
- 富山エフエム放送（FMとやま、JFN系列）

コミュニティFM
- 呉西地区
  - ラジオたかおか （高岡市・富山新聞/北國新聞系列・ミュージックバードを配信）
  - エフエムとなみ （砺波市・北日本新聞系列・ミュージックバードを配信）
  - エフエムいみず　(射水市・北日本新聞系列・J-WAVEを配信）
- 呉東地区
  - 富山シティエフエム（City-FM、富山市・北日本新聞系列・J-WAVEを配信）
  - 新川コミュニティ放送（ラジオ・ミュー、黒部市・北日本新聞系列・J-WAVEを配信）

富山県・石川県のほとんどのコミュニティ局は新聞社系列となっており、富山ではより顕著になっている。
ケーブルテレビ
- 新川地域介護保険・ケーブルテレビ事業組合（みらーれTV、黒部市・入善町・朝日町）
- 新川インフォメーションセンター（NICE TV、魚津市）
- TAM（Net3、滑川市・上市町・立山町）
- ケーブルテレビ富山（CTT、旧婦中町および旧山田村を除く富山市・舟橋村）
- 上婦負ケーブルテレビ（富山市（婦中・山田地区のみ））
- 射水ケーブルネットワーク（射水市・高岡市牧野地区）
- 高岡ケーブルネットワーク（牧野地区除く高岡市）
- 能越ケーブルネット（氷見市）
- となみ衛星通信テレビ（TST、砺波市・南砺市・小矢部市）

補足
上記の大半が富山県ケーブルテレビ協議会加盟局であり、あわせて県内世帯カバー率100%を達成している。また、全局で石川県の北陸朝日放送（ANN系）が区域外再放送により視聴可能だが、TXN系列局は再放送が行われていない。

### 映像
- P.A.WORKS - 本社スタジオ（アニメ制作会社）

### 雑誌
- TJとやま（シー・エー・ピー、タウン情報誌） - 1980年に月刊誌として創刊し、2018年2月に休刊[245]。2019年4月に季刊誌として復刊[246]。
- Takt（シー・エー・ピー）
- 月刊北國アクタス（北國新聞社）
- 富山県人（富山県人社）
- 月刊グッドラックとやま（グッドラック） - 1977年創刊[247]。

## 文化・スポーツ

### 県民性

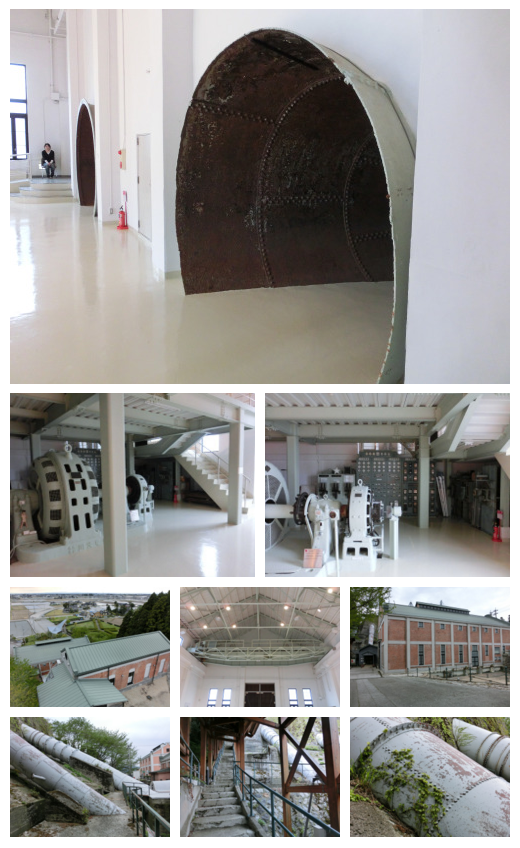
下山芸術の森 発電所美術館
県内には美術館が多く、芸術活動が盛んである。

貯蓄率は高く、「越中の一つ残し」と言われるほどである。「自分の家を持って一人前」という風潮があり、持ち家率は全国最高である。さらに家のサイズ（延べ床面積）も全国一大きい。
子弟の教育にも熱心な傾向があり、全国学力調査など教育関係の統計で、上位に位置することが多い。
大家族傾向があるため、世帯収入が全国最高水準である。逆に生活保護家庭の割合は極端に低く、全国ワーストである。
乳幼児を祖父母などに預けることが比較的容易なこともあって、共働き率が全国最高水準である。石川の「嫁は越中から貰え」という格言は、富山の女性は働き者とされるところからきている。コロッケの消費が多いのも共働きが多いからとされる。
「サラリーマン小説」を得意にした富山市出身の源氏鶏太は「富山県人である宿命」（『わが文壇的自叙伝』集英社）に同窓会に出てみんな泥くさいとし「私自身、極めて泥くさい人間であることを知っているし、それが富山県人の特性であると信じている。ただし、あえて弁解すれば、泥くさいということは、軽薄でないということだ」と書いている。
富山で過ごしたことがある宮本輝『天の夜曲　流転の海・第四部』には主人公の友人・久保敏松が富山人というのは、地味ではあっても、進取の気概を内に秘めていて、粘り強く自分の仕事に工夫を凝らすという特質を持っているような気がする、という。
この勤倹克己を地で行くような県民性は、安田財閥で安田講堂に名を残す安田善次郎や、浅野財閥の浅野総一郎、ホテルニューオータニの大谷米太郎のような経済的成功者を多く生み出してきた。
海産物を好む食文化を持っており、魚介類の消費額が全国一多い。特にコンブ、ブリ、イカの消費額が群を抜いて大きい。
北陸地方は一向一揆で知られる浄土真宗が盛んで、歴史的にも富山県民の価値観にも強い影響を与えてきた。たとえば堕胎・間引きを忌んだことから、江戸時代から人口増加率が特に高く、全国に移住者を出していた。関東での銭湯経営者に新潟県と共に富山県出身者が多い理由は、これは厳しい仕事だからとされる。北海道開拓においても、富山県出身者が有意に多く、北方領土からの引揚者も北海道に次ぎ2番目に多い。北陸銀行も北海道各地に支店が存在し、北海道銀行とほくほくフィナンシャルグループとして経営統合するに至った。
県内の広範囲から見られる立山連峰は、山岳信仰の舞台になっていて立山は富士山・白山と共に日本三霊山の一つである。
北陸地方は熱烈な野球ファンは少ないとされるが、富山県ではプロ野球チームの中では読売ジャイアンツ（巨人）のファンが多いとされる。一方で中日ドラゴンズも富山で主催試合を複数回開催しており、1999年時点では中日球団公認の高岡銅器を製造・販売している業者がいたことも報じられているが、中日ファンは県内では少数派とされている。ちなみに、フジテレビアナウンサーの石本沙織は巨人ファン、千葉ロッテマリーンズの石川歩は中日ファン、元鹿島アントラーズの柳沢敦は阪神タイガースファンを公言している。これは、「富山県民は人と違うことをしたがらない」とされる県民性があるからである。
県民性に関する本の多くは浄土真宗信者の勤勉さと家族の絆、富山の売薬によるパイオニア精神などを通して、勤勉でありながら、結婚式などのライフイベントでお金を蕩尽する部分にフォーカスしている。NHKなどの県民調査では石川県とのライバル意識が強いとされる。

### 食文化

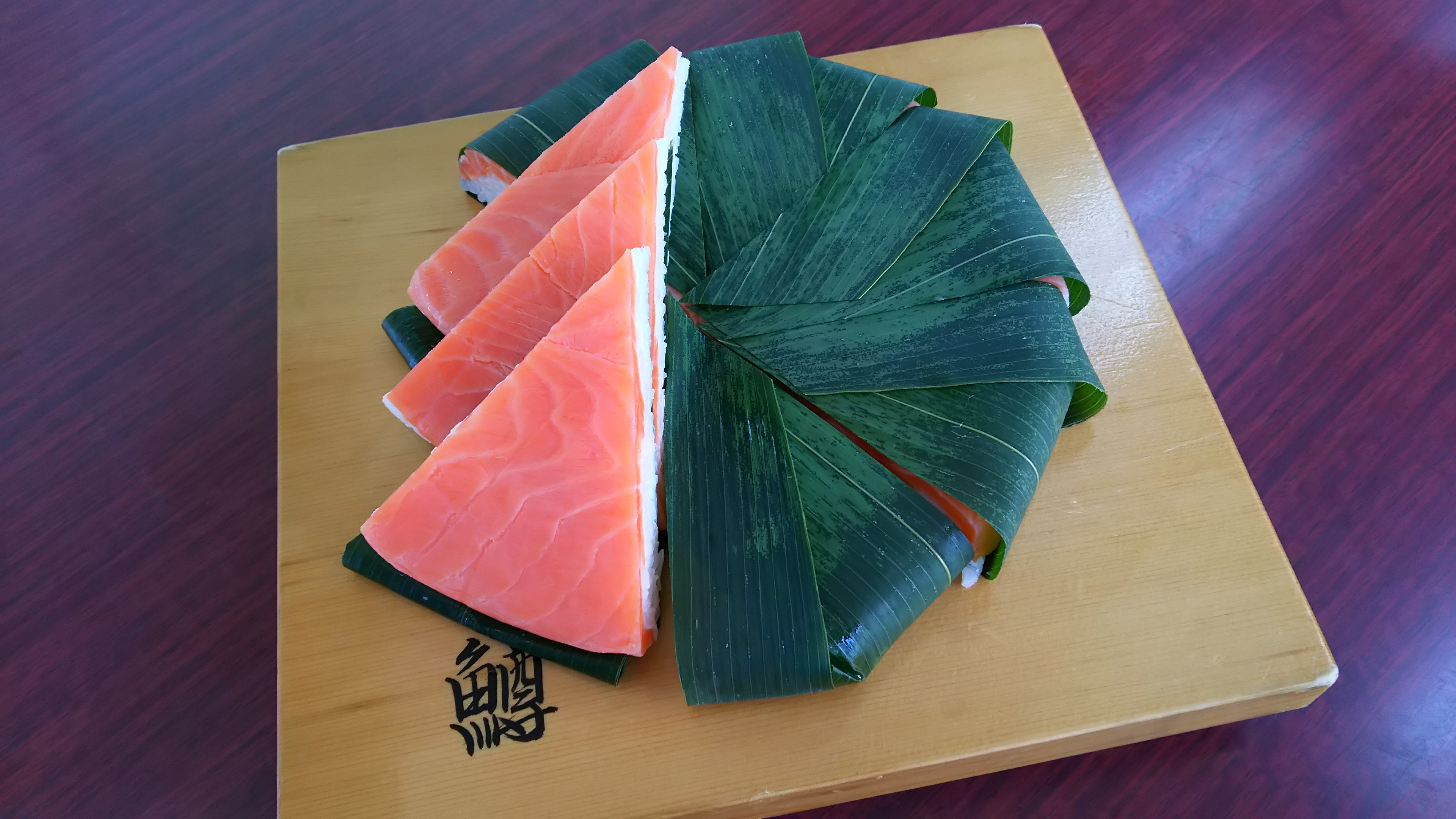
鱒の寿司

郷土料理

### 方言
- 富山弁

### 伝統工芸
経済産業大臣指定伝統的工芸品
- 高岡漆器（漆器[258]、1975年）[259]
- 井波彫刻（木工品・竹工品[258]、1975年）[259]
- 高岡銅器（金工品[258]、1975年）[259]
- 越中和紙（和紙[258]、1988年）[259]
- 庄川挽物木地（工芸材料・工芸用具[258]、1978年）[259]
- 越中福岡の菅笠（その他の工芸品[258]、2017年）[260]

伝統工芸品

### スポーツ
- カターレ富山 - Jリーグ（富山市）
- 富山グラウジーズ - Bリーグ（富山市）

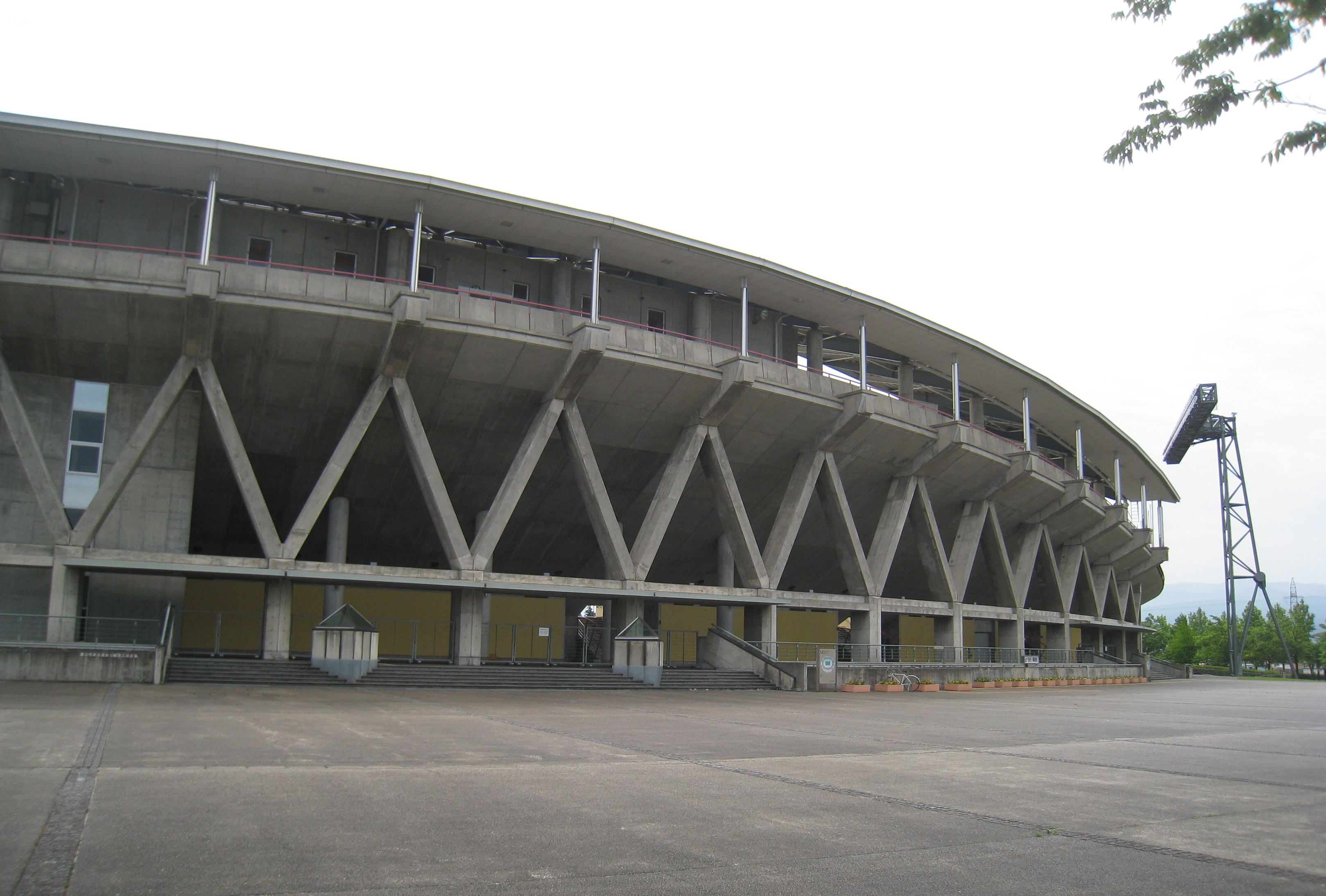
富山県総合運動公園

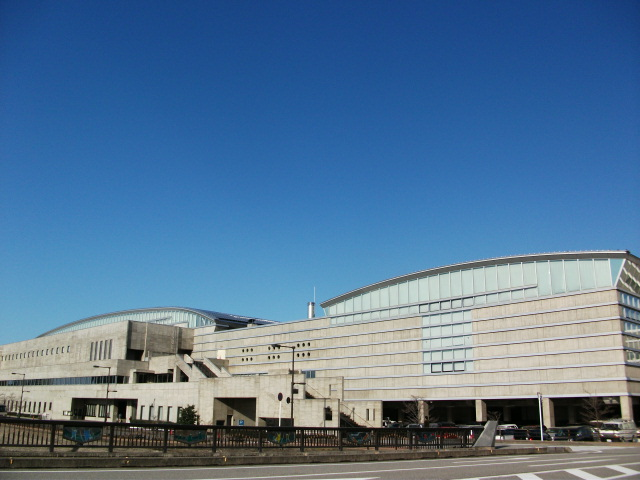
富山市総合体育館

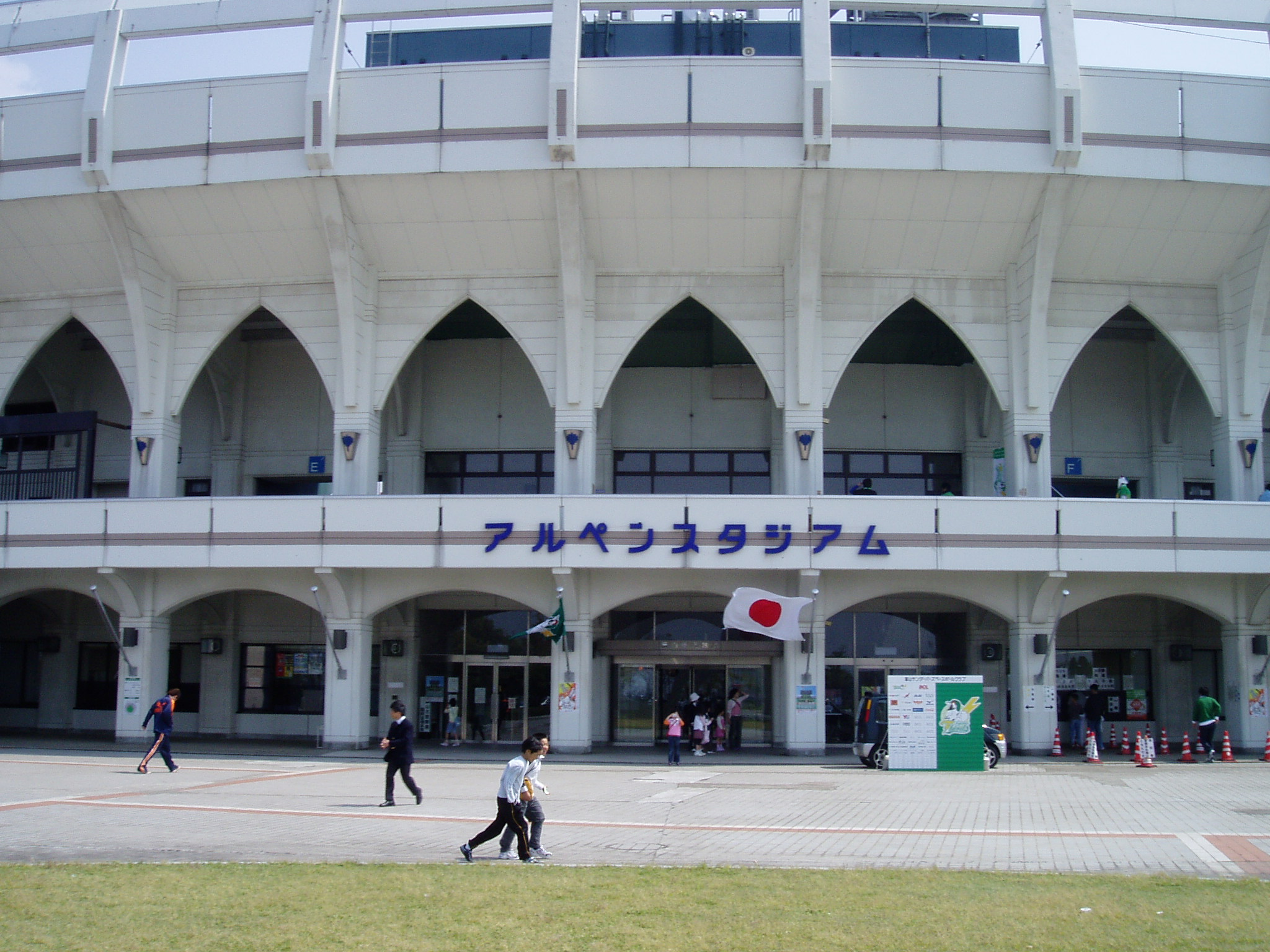
富山市民球場アルペンスタジアム

- 富山GRNサンダーバーズ - 日本海リーグ
- KUROBEアクアフェアリーズ - V.LEAGUE女子（黒部市）
- 小矢部RED OX - ホッケー日本リーグ男子（小矢部市）
- プレステージ・インターナショナル アランマーレ - 日本ハンドボールリーグ女子（射水市）

## 観光
世界遺産

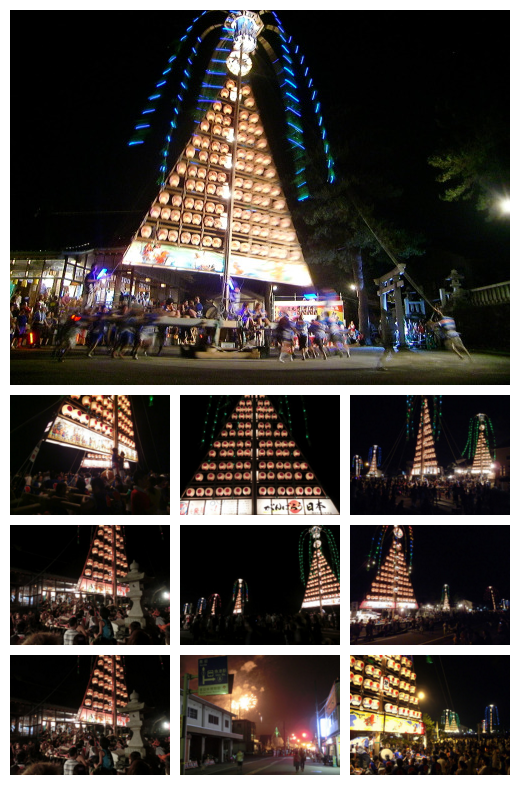
魚津の「たてもん祭」（ユネスコ無形文化遺産・重要無形文化財）

- 五箇山の合掌造り集落（相倉・菅沼）（南砺市）

国宝
- 瑞龍寺 仏殿、法堂、山門（高岡市）
- 勝興寺 本堂、大広間及び式台（高岡市）

重要伝統的建造物群保存地区
- 山町筋（高岡市）
- 金屋町（高岡市）
- 吉久（高岡市）
- 越中五箇山相倉集落（南砺市）
- 越中五箇山菅沼集落（南砺市）

## マスコットキャラクター
- 元気とやまマスコット「きときと君」

## 対外関係
富山県が友好関係を有する地域は以下の通り。
- 日本、神奈川県
- 中国、遼寧省 - 1984年5月9日友好県省提携
- ブラジル、サンパウロ州 - 1985年7月19日友好提携[261]
- アメリカ合衆国、オレゴン州 - 1991年10月19日友好提携
- ロシア、沿海地方 - 1992年8月26日友好提携[262]

このほか、製薬産業が盛んな共通点で協力するため、スイスのバーゼル＝シュタット準州、バーゼル＝ラント準州と交流協定を結んでいる。